# Sgt. Pepper's Lonely Hearts Club Band (album)
Vous lisez un « bon article » labellisé en 2018.
Pour les articles homonymes, voir Sgt. Pepper's Lonely Hearts Club Band.
Albums britanniques des Beatles
A Collection of Beatles Oldies
(1966) The Beatles
(1968)
Albums nord-américains des Beatles
Revolver
(1966) Magical Mystery Tour
(1967)
Sgt. Pepper's Lonely Hearts Club Band est le huitième album studio des Beatles, publié le 1er juin 1967 au Royaume-Uni et en France et le jour suivant aux États-Unis et au Canada. 
Enregistré sur une période de 129 jours, il est considéré par les critiques comme leur plus grande œuvre et l'un des albums les plus influents de l'histoire de la musique populaire, figurant entre autres à la première place dans la liste des « 500 plus grands albums de tous les temps » du magazine Rolling Stone. Par son retentissement, par la façon dont il a révolutionné l'industrie du disque, par sa durée de vie dans les hit-parades et par la force avec laquelle il a capté l'air de son temps, Sgt. Pepper's reste encore à ce jour une pierre angulaire de l'histoire de la musique et de la culture populaire de la seconde moitié du XXe siècle. Avec 32 millions de copies écoulées, il est un des albums les plus vendus au monde, ainsi que le plus vendu du groupe et de la décennie 1960.

## Genèse et enregistrement
Sgt. Pepper's Lonely Hearts Club Band est enregistré alors que les Beatles s'extraient de la pression liée à la Beatlemania. Le 29 août 1966, les quatre musiciens donnent leur dernier concert au Candlestick Park de San Francisco. Après cette ultime tournée aux États-Unis, où le décalage ne cesse de se creuser entre ce qu'ils veulent proposer à leur public et ce que celui-ci parvient à entendre au milieu des hurlements et dans des conditions de sonorisation encore balbutiantes, entre ce qu'ils produisent désormais en studio et ce qu'ils arrivent à délivrer sur scène, les quatre Beatles, même Paul McCartney qui est alors celui qui tient le plus à continuer les tournées, décident que c'en est assez.

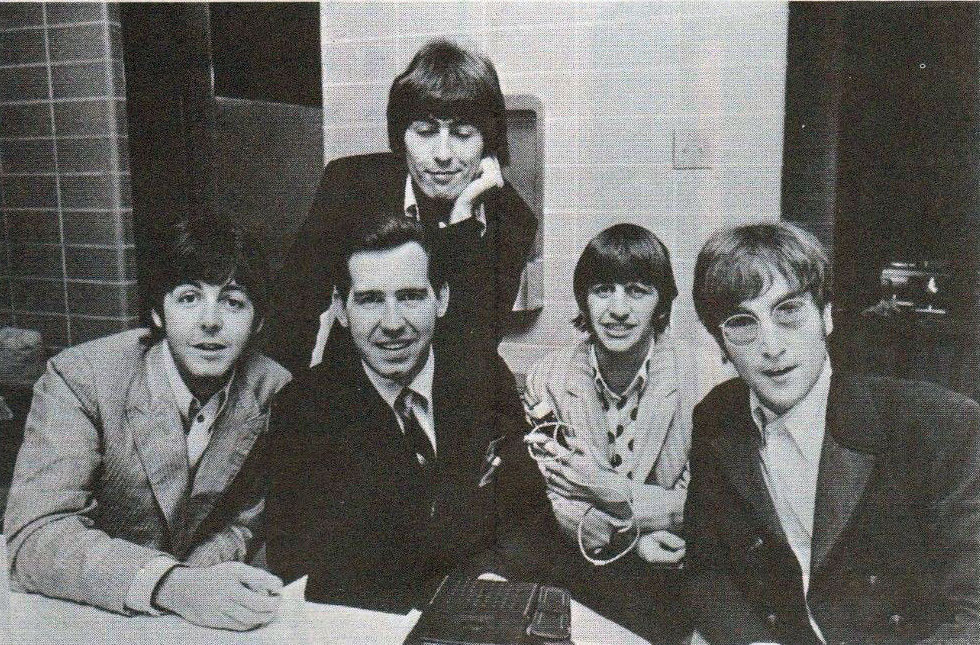
Les Beatles avec le disc-jockey Jimmy Staggs en octobre 1966.

Le groupe profite d'un long congé pour se ressourcer. Harrison se rend en Inde pour des cours de sitar avec Ravi Shankar et s'initie à la culture du pays. Lennon joue dans le film How I Won the War réalisé par Richard Lester, tourné à Celle près de Hanovre en Allemagne et à Almería en Espagne. Starr, outre une escapade pour rendre visite à Lennon en Espagne, reste à Londres et passe le plus clair de son temps avec sa femme et son fils. Quant à McCartney, il travaille sur la bande son du film The Family Way, voyage incognito en France puis part en safari au Kenya avec sa fiancée Jane Asher et son ami Mal Evans. Dans l'avion du retour, Evans demande à McCartney de lui passer le sel et le poivre (« salt and pepper ») et ce dernier entend « Sergeant Pepper ». Ce malentendu les fait rire et sème l'idée du nouveau projet des Beatles. Il est amusant également de noter l'existence d'un album du groupe Billy Pepper and the Pepperpots sorti en 1964. Ce groupe ouvrait chaque face par une reprise des Beatles suivie par leurs compositions très inspirées par les Fab Four. Un détail très curieux est la similarité du visage du Sergent Pepper dans l'insert de l'album des Beatles et l'un des visages des musiciens de Billy Pepper. Il est difficile de croire qu'aucune des personnes de l'entourage des Beatles (voire les Beatles eux-mêmes) n'aient eu la connaissance de cet album. 
À la fin de l'automne 1966, ils reviennent en studio à Abbey Road ; déterminés, les Beatles s'expliquent avec le producteur George Martin en des termes résolus :

« Nous ne pouvons plus nous entendre sur scène à cause de tous ces cris. Alors, où en sommes-nous ? Nous avons essayé de jouer sur scène des chansons de notre dernier album [Revolver] mais il y a tellement d'overdubs compliqués dessus que nous n'avons pu leur rendre justice. Maintenant, nous pouvons enregistrer tout ce que nous voulons, cela n'aura plus aucune importance. Ce que nous voulons, c'est placer la barre très haut, faire le meilleur album que nous ayons jamais réalisé. »

— Paul McCartney

« C'est très simple. Nous en avons marre de jouer en public. Mais cela nous donne l'occasion d'un nouveau départ. Ce que nous disons, c'est que si nous ne tournons plus, nous pouvons enregistrer de la musique que nous n'aurons pas à interpréter live, et cela veut dire que nous pouvons créer quelque chose qui n'a jamais encore été entendu, un nouveau genre de disque avec de nouveaux genres de sons. »

— John Lennon
C'est ainsi qu'ils ouvrent une nouvelle période dans leur carrière — qui sera connue plus tard sous le nom de The Studio Years (« les années studio ») — en commençant par le plus ambitieux des projets.
Le nom de l'album est lié à la tendance américaine à donner des noms « à rallonge » aux groupes, comme Quicksilver Messenger Service, Big Brother and the Holding Company ou The Bonzo Dog Doo Dah Band. Sur une idée de McCartney, les Beatles décident de former un groupe fictif qui lui aussi aurait un nom très long et partirait en tournée à leur place. Lors du séjour des Beatles à Toronto, le 17 août 1966, le policier responsable de leur sécurité était le sergent Randall Pepper. Bien que ceci n'ait jamais été officialisé, il est probable que le lien d'amitié entre le sergent Pepper et le groupe ait pu influencer la genèse du titre de l'album.
Pour la première fois dans leur carrière, les Beatles disposent de tout le temps nécessaire pour préparer un album. En tant que groupe vedette et plus grand succès de la maison de disques EMI, ils ont un accès presque illimité à la technologie des studios Abbey Road, où ils enregistrent tous leurs albums depuis le début de leur carrière. Les quatre membres du groupe ont une préférence pour les longues sessions de nuit, et toute l'équipe d'ingénieurs du son dirigée par le producteur George Martin se tient à leur disposition, prête à soutenir toutes leurs expérimentations. En tout, 129 jours (de décembre 1966 à avril 1967) seront nécessaires pour enregistrer les treize chansons de l'album, ainsi que Penny Lane et Strawberry Fields Forever, sorties séparément en single en février 1967,. Selon les sources, l'enregistrement de l'album a duré entre 300 et 700 heures, un total sans précédent à l'époque.
Depuis les enregistrements des deux albums précédents, Rubber Soul (1965) et Revolver (1966), les goûts des Beatles ont évolué. Au rhythm and blues, à la pop et au rock 'n' roll de leurs débuts s'est ajoutée une variété de nouvelles influences qui va de la musique indienne — sous l'impulsion du guitariste George Harrison — à la musique classique et même baroque, dont George Martin est un expert. Les musiciens sont par ailleurs devenus familiers d'un grand nombre d'instruments comme l'orgue Hammond et le piano électrique, sans oublier les instruments indiens comme le sitar, la tampura et diverses percussions. L'ajout de ces nouvelles sonorités dans la « musique occidentale » marque les balbutiements du phénomène musiques du monde dans la pop. Leur palette instrumentale couvre maintenant les cuivres, les bois, les instruments à cordes, les percussions et tout ce qui peut leur apporter la sonorité recherchée. L'ensemble de ces évolutions, qui concerne aussi l'écriture des paroles, est arrivé à maturation au moment des sessions de Sgt. Pepper.
La période Pepper coïncide aussi avec l'introduction de quelques innovations musicales importantes. Le travail d'autres musiciens tels que Bob Dylan, Frank Zappa, Jimi Hendrix, Phil Spector et Brian Wilson redéfinit radicalement ce qu'il était possible de faire pour les musiciens pop en termes d'écriture et d'enregistrement. Les technologies de studio ont atteint un haut degré de développement et de grandes innovations sont encore à venir. Les vieilles règles de l'écriture sont abandonnées et des thèmes lyriques complexes sont explorés pour la première fois dans la musique populaire. Les chansons deviennent plus longues, le point culminant étant atteint dans les années 1970 avec, par exemple, les groupes de rock progressif tels que Pink Floyd et ses titres s'étalant sur une face entière de 33 tours, comme le morceau Echoes. Ces derniers enregistraient au même moment à Abbey Road leur premier album, The Piper at the Gates of Dawn dans la pièce d'à côté, album qui deviendra un classique du rock psychédélique.
Durant la pause qui a suivi la parution de l'album Revolver, un nouveau groupe de jeunes musiciens a été créé de toutes pièces ; The Monkees, issu d'une émission de télévision qui rappelait les frasques aperçues dans les films des Beatles. Les 45 tours et albums qui ont été aussi publiés sous leur nom ont atteint les premières places du palmarès. Ce vide comblé par ces nouveaux « Mop Tops » a inquiété Brian Epstein qui a insisté pour la publication du single Strawberry Fields Forever - Penny Lane. Quant à Lennon, qui s'était déjà lassé de l'image que son groupe projetait, il voit en ces « Prefab Four » une façon de se défaire de la contrainte de plaire aux plus jeunes, ce qui leur permettrait de faire évoluer leur musique.

## Caractéristiques artistiques

### Conceptualité
Dans cet album, la « fanfare du club des cœurs esseulés du sergent Pepper » accueille le public à son concert, et tout, jusqu'à sa pochette innovante et débordante de couleurs, fait de ce disque un pionnier de l'album-concept, ne serait-ce que par son retentissement. Mais il faut attendre 1968 pour pouvoir écouter un vrai concept-album racontant une histoire de la première à la dernière chanson : S.F. Sorrow du groupe The Pretty Things.
Le biographe Steve Turner écrit : « presque toutes les conventions régissant les 33 tours furent transgressées ».
Pourtant, au-delà du personnage de Billy Shears — interprété par Ringo Starr —, qui fait le lien entre la chanson-titre et With a Little Help from My Friends, les chansons n'ont pour la plupart aucun rapport entre elles. Afin d'assurer la cohérence du projet, le groupe, sur une idée de son assistant Neil Aspinall, décide de reprendre la chanson-titre en avant-dernier morceau (« merci, nous espérons que vous avez aimé le show, nous sommes désolés mais il est temps de partir »), plus vite, plus rock et dans une autre tonalité. Hasard ou non, le cri du coq que l'on entend à la fin de Good Morning Good Morning est dans la même tonalité que le premier accord de la reprise de Sgt Pepper et permet donc, sur la version stéréo, de lancer celle-ci. Le « concert » se termine avec A Day in the Life, tel un rappel.
À la suite d'une montée orchestrale, l'album est clos par le long decrescendo d'un accord de mi majeur — joué simultanément sur tous les pianos disponibles dans les studios Abbey Road par Lennon, McCartney, Starr, Martin et Mal Evans —, un sifflement à 20 kHz, inaudible par l'homme mais destiné à faire aboyer les chiens, et un jingle sans fin sur le sillon intérieur. Si l'on observe la courbe wave de ce titre sur un logiciel de montage audio, on voit bien ce passage inaudible à l'oreille humaine apparaître sous la forme d'un long « pavé ».
George Martin note que le disque « fut reçu comme le premier album conceptuel, même s'il n'en était pas réellement un »,. Lennon minimisait l'approche conceptuelle, expliquant que les chansons avaient été juxtaposées fortuitement.

### Écriture des chansons
La réussite de Sgt. Pepper est encore largement le fruit de la collaboration entre John Lennon et Paul McCartney dans l'écriture de la plupart des chansons. Il y a celles entièrement coécrites, comme With a Little Help from My Friends en partant d'une simple idée de départ de Paul : la phrase « avec un peu d'aide de mes amis ». Toute la chanson est développée dans l'idée de la confier à Starr et d'en faire un dialogue entre le personnage de Billy Shears et un chœur qui lui pose une série de questions.
Il y a celles composées par Paul avec un ajout décisif de John. Sur Getting Better, c'est ce dernier qui contrebalance l'optimisme de son partenaire, en ajoutant « it can't get no worse » (« ça ne peut pas être pire ») derrière les paroles de Paul « It's getting better all the time », et qui écrit le pont de la chanson dans lequel il décrit comment il était « cruel envers sa femme ». Jimmie Nicol, batteur des Beatles par intérim en juin 1964, avait coutume de répéter cette phrase « It's getting better all the time » pendant les répétitions à l'apprentissage des parties de batterie de Ringo Starr ; Paul McCartney aura retenu cette phrase pour l'écriture de cette chanson. 
Lorsque Paul part d'un fait divers pour composer She's Leaving Home, John ajoute le chœur grec en réponse des parents, incapables de comprendre la fugue de leur fille.
Il y a celles écrites par John avec le concours de Paul. Lorsque Lennon démarre avec un dessin de son fils Julian pour Lucy in the Sky with Diamonds, McCartney trouve des paroles, comme « cellophane flowers of yellow and green ». L'apport peut aussi être instrumental, comme les fameuses notes de mellotron composées par Paul pour l'introduction de Strawberry Fields Forever.
Le résultat le plus remarquable, et inédit, est constitué par A Day in the Life. Dans ce cas très particulier, il y a une chanson de John (« I read the news today oh boy ») et une autre de Paul (« woke up, fell out of bed... »). Les deux compères les assemblent, s'amusent à écrire la phrase de liaison très connotée « I'd love to turn you on », et les transitions entre les deux parties. Ce sera une des rares fois, avec plus tard deux titres du medley d'Abbey Road et I've Got a Feeling sur Let It Be, que deux chansons distinctes des auteurs-compositeurs sont assemblées et enregistrées ensemble d'une seule traite. « I read the news today oh boy » est une phrase que l'on retrouvera à la fin de la chanson Young Americans de David Bowie en 1975, en clin d’œil à John Lennon.  
L'inspiration prend des formes multiples : la lecture des journaux pour A Day in the Life ou She's Leaving Home, la reproduction du texte d'une affiche de cirque du XIXe siècle pour Being for the Benefit of Mr. Kite!, le souvenir du batteur temporaire des Beatles en juin 1964, Jimmy Nicol, pour Getting Better, la sonorité du mot « meter maid » pour Lovely Rita, les travaux de restauration d'une vieille ferme écossaise pour Fixing a Hole, un hommage musical de Paul à son père Jim pour When I'm Sixty Four ébauché en 1958, le dessin de Julian Lennon et les œuvres de Lewis Carroll pour Lucy in the Sky with Diamonds, une publicité télévisuelle vantant une marque de céréales pour Good Morning Good Morning, la musique de son ami Ravi Shankar pour Harrison dans Within You Without You, ou encore la nostalgie de l'enfance à Liverpool, pour Paul dans Penny Lane, et John dans Strawberry Fields Forever.

#### Chansons non incluses
Alors que les Beatles poursuivent la conception et la réalisation de Sgt Pepper, trois chansons enregistrées en vue de leur inclusion dans l'album sont éliminées.
Les deux premières, Strawberry Fields Forever et Penny Lane, sortent en single double face A le 13 février 1967. À la demande de Brian Epstein, afin qu'un nouveau 45 tours soit disponible dans les bacs durant l'hiver, Martin doit en effet livrer, à contrecœur, ces deux chansons puisqu'elles sont à ce moment les plus abouties. Compte tenu du principe adopté depuis leur troisième 45 tours, qui veut que ce qui sort en single ne fasse pas ensuite partie des albums, les deux chansons de Lennon et McCartney, évoquant la nostalgie de leur enfance à Liverpool, connaissent ce destin. Si l'on tient compte du fait que ces deux chansons sorties en single abordaient leurs jeunes années à Liverpool, les Beatles tenaient là un concept majeur sur le thème de la nostalgie qui avait déjà été abordé dans In My Life et qui aurait pu sous-tendre tout l'album. Martin qualifiera plus tard cette décision d'« épouvantable erreur ». Il a aussi été envisagé d'utiliser la chanson When I'm Sixty-Four, elle aussi déjà mise en boîte, comme face B à l'une ou l'autre de celles-ci.
La troisième chanson, intitulée Only a Northern Song et écrite par Harrison, est enregistrée durant les séances pour l'album. Rapidement on se rend compte qu'elle ne colle pas avec l'ambiance que l'on veut donner à l'album et elle est remplacée par Within You Without You, une autre de ses compositions que le groupe juge meilleure. Only a Northern Song apparaît finalement dans la bande originale du film d'animation Yellow Submarine en 1969.
Un dernier morceau, Carnival of Light, est enregistré par les Beatles le 5 janvier 1967, menés par McCartney. Il s'agit d'une improvisation avant-gardiste d'une durée de quatorze minutes créée pour un spectacle son et lumière, A Million Volt Light and Sound Rave, ayant lieu à la Roundhouse de Londres les 28 janvier et 4 février 1967, et jamais réentendue en public depuis,. Bien qu'effectué lors des séances de la chanson Penny Lane, il n'a jamais été question d’intégrer cet enregistrement dans l'album ; il ne sera même pas inclus dans la collection d'enregistrements qui a été publiée pour célébrer le cinquantième anniversaire de la sortie de l'album, à l'instar de Only a Northern Song d'ailleurs.
L'enregistrement de Pantomime: Everywhere It's Christmas, le disque de Noël annuel offert au fan club, se fait aussi au début de ces séances.

### Innovations techniques

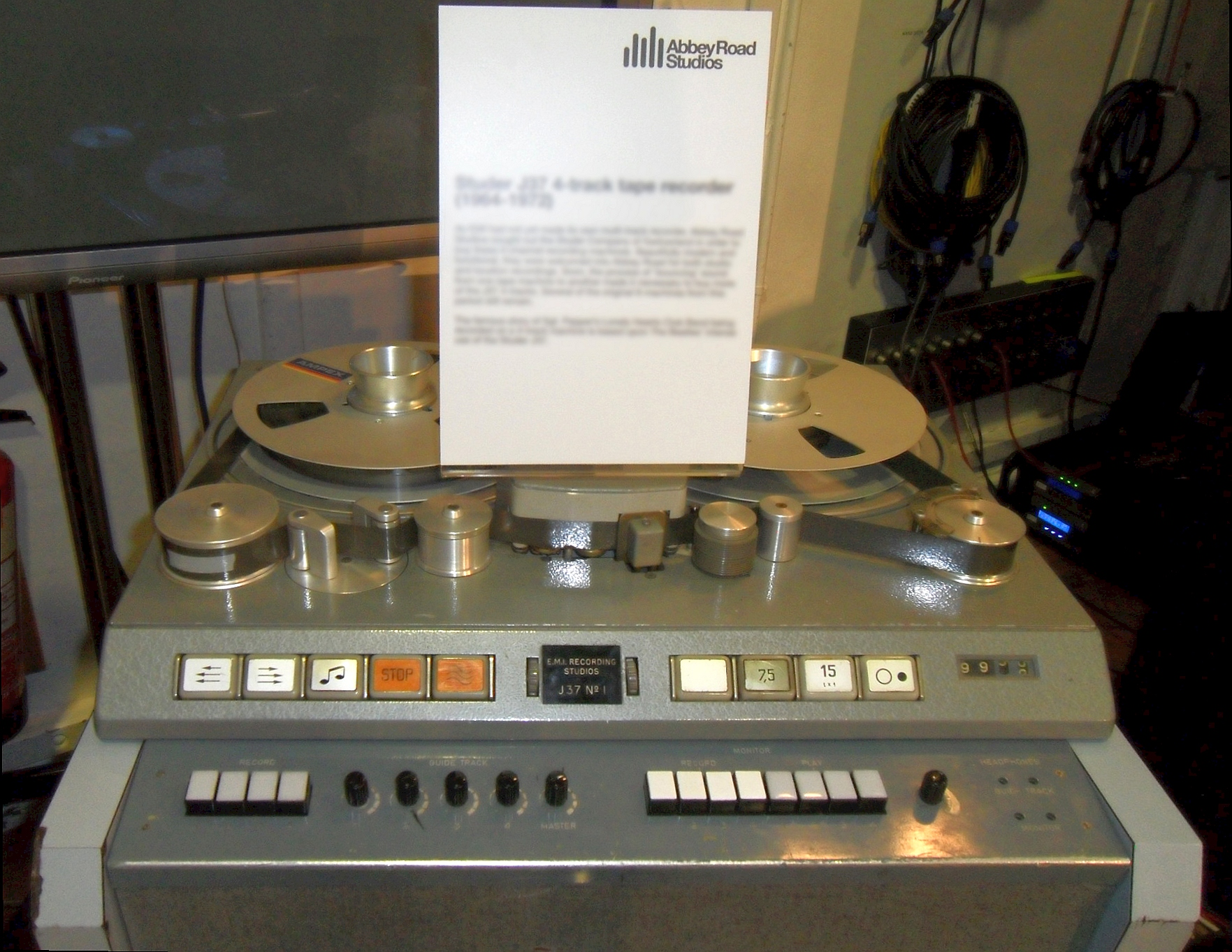
Enregistreur 4-pistes exposé aux studios d'Abbey Road.

Les innovations en termes d'enregistrement sont nombreuses pour Sgt. Pepper et marqueront durablement l'industrie du disque et la façon de considérer le travail en studio.
Par exemple, les ingénieurs des studios Abbey Road inventent pour les Beatles le vari-speed, un nouveau bouton sur le magnétophone qui permet de faire varier la vitesse de défilement de la bande. On enregistre ainsi la voix en faisant tourner le magnétophone plus lentement puis on le remet à vitesse normale. Ce procédé est notamment utilisé pour modifier le timbre de la voix de Lennon sur Lucy in the Sky with Diamonds. On peut aussi s'en servir pour relier deux prises enregistrées à un tempo différent, comme sur Strawberry Fields Forever.
George Martin et son équipe technique inventent également la « synchronisation » de deux magnétophones 4-pistes, à travers une fréquence émise d'une machine vers l'autre, utilisée pour enregistrer l'orchestre symphonique exécutant la « montée » dans A Day in the Life, tandis que tourne la bande où jouent les Beatles. Ils utilisent abondamment le reduction mixdown (également appelé bouncing), qui permet de transférer les quatre pistes — en 1967, c'est le maximum dont ils disposent — enregistrées sur un magnétophone pour n'en faire plus qu'une seule sur un autre, libérant ainsi trois nouvelles pistes. On peut multiplier le procédé, mais avec une certaine limite : quatre fois (soit un 16 pistes virtuel) constitue le maximum permis pour ne pas avoir trop de dégradation du son. A Day in the Life fait les frais de ce procédé : sur le pressage audio original mono et stéréo on entend un souffle sur toute la chanson, corrigé sur les pressages ultérieurs. 
Les Beatles utilisent des pédales wah-wah et un fuzzbox, qu'ils transforment avec leurs propres idées expérimentales, comme faire passer des voix et des instruments à travers une cabine Leslie. Une autre innovation sonore importante est la découverte de la technique de la boîte de direct par McCartney, dans laquelle on peut enregistrer la guitare basse en la branchant directement dans un circuit d'amplification de la console d'enregistrement. Paul enregistre désormais toutes ses parties de basse à part, et souvent à la fin.

#### Instrumentation
Les chansons de Sgt. Pepper comportent des arrangements musicaux très élaborés — par exemple, l'ensemble de clarinettes sur When I'm Sixty-Four — et des utilisations très importantes d'effets audio comme l'écho, la réverbération et les bandes passées à l'envers. Beaucoup de ces effets ont été créés par Martin et son équipe d'ingénieurs des studios Abbey Road.
L'un des quelques moments de discorde survient pendant l'enregistrement de She's Leaving Home. Martin est indisponible à ce moment-là et McCartney, impatient, engage le compositeur Mike Leander pour écrire les arrangements de la section des cordes. La situation se répète lors de la composition de la musique du film Magical Mystery Tour, également avec Leander.
Un autre exemple de la production de l'album est la chanson de Lennon Being for the Benefit of Mr. Kite!, qui clôt la première face du 33 tours original. Les paroles ont été adaptées presque mot pour mot d'une vieille affiche de cirque du XIXe siècle que Lennon a achetée dans un magasin d'antiquités dans le Kent le jour où les Beatles y ont filmé le clip promotionnel de Strawberry Fields Forever. Le collage sonore qui donne à la chanson son caractère distinctif est créé par Martin et Geoff Emerick, qui amassent divers enregistrements d'archives de calliope, ensuite coupés en différentes longueurs, jetés en l'air, collectés dans une boîte et mixés ensemble dans un ordre aléatoire, réalisant ainsi une longue bande qui sera mixée avec la chanson lors de la production finale.
La chanson qui ouvre la deuxième face, Within You Without You, est inhabituellement longue pour une chanson pop à cette époque, et ne comprend que George Harrison au chant, au sitar et à la guitare acoustique, tous les autres instruments étant joués par un groupe londonien de musiciens indiens et un orchestre classique. Le travail de George Martin sur ce titre est remarquable par ses qualités de producteur et d'arrangeur, mariant avec génie la musique orientale et occidentale, sans trop prendre la chose au sérieux à en juger par les rires (sous influence de substances stupéfiantes ?) à la fin de la chanson. Ces déviations du rock 'n' roll traditionnel ont été facilitées par la décision des Beatles de ne plus faire de concerts, par leur habileté à engager de bons musiciens et par l'intérêt grandissant de Harrison pour la musique indienne et l'hindouisme, qui a conduit celui-ci à prendre des leçons de sitar avec le musicien indien Ravi Shankar. Sa fascination pour la musique et les instruments indiens est mise en évidence sur plusieurs chansons, comme Lucy in the Sky with Diamonds et Getting Better, où il joue de la tambura.
Cet album utilise aussi beaucoup d’instruments à claviers. Un piano à queue est employé pour plusieurs chansons, comme A Day in the Life et Lovely Rita, et un orgue Hammond est utilisé sur plusieurs autres. Un clavecin peut être entendu sur Fixing a Hole et un harmonium est joué par Martin sur Being for the Benefit of Mr. Kite!. Le piano électrique, le glockenspiel et le mellotron sont aussi utilisés sur l'album.
Le 10 février 1967 dans le studio no 1 d'Abbey Road, l'orchestre classique de 41 musiciens, formé de membres de la New Philharmonia, enregistre la montée aléatoire pour A Day in the Life. Martin exécute les instructions de McCartney : la première et la dernière note sont dans la tonalité de mi majeur, et chaque musicien doit partir de la note la plus basse de son instrument, puis monter à la plus haute sur 24 mesures, à la vitesse qu'il choisira sans se soucier de ce que joue son voisin. George Martin, initialement, n'était pas très favorable à cette expérimentation, mais le résultat est là.

### Versions mono et stéréo

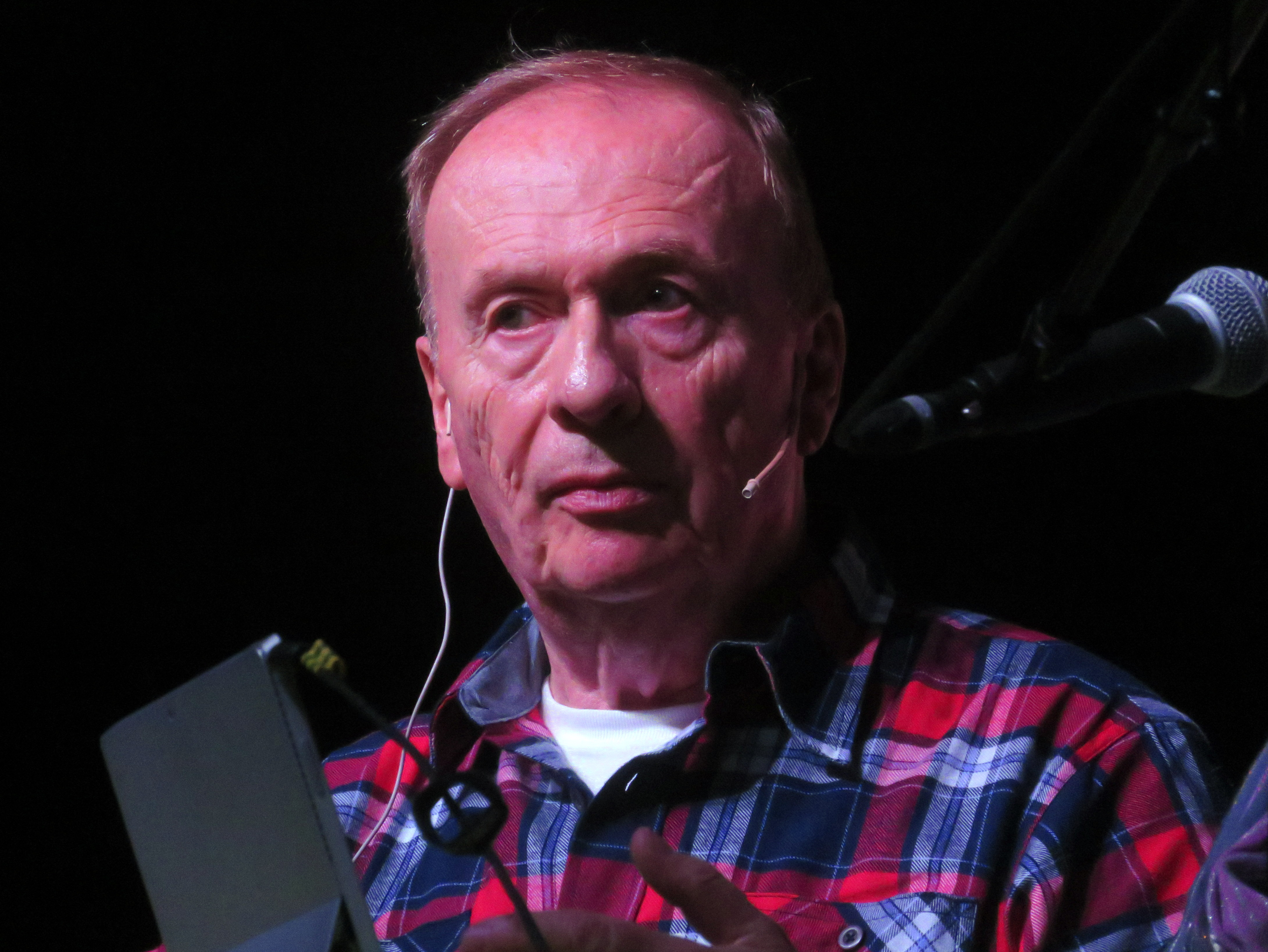
Geoff Emerick en 2010, à l'occasion du Sgt. Pepper Live Featuring Cheap Trick.

Les Beatles étaient présents pendant le mixage de l'album en mono et le disque vinyle est originellement sorti dans cette version accompagnée d'un mixage stéréo préparé par une équipe d'ingénieurs du son des studios Abbey Road dirigée par Geoff Emerick.
Ces deux versions sont fondamentalement différentes : la bande est quelquefois lue à une autre vitesse. Par exemple, la chanson She's Leaving Home a été mixée en mono à une plus grande vitesse que sur l'enregistrement original et joue donc sur un tempo plus rapide. Inversement, la version mono de Lucy in the Sky with Diamonds est considérablement plus lente que sur la version stéréo et comporte plus d'effets sonores.
Des variations apparaissent aussi sur la version en CD de l'album. Les cris de McCartney à la fin de la reprise de Sgt. Pepper peuvent être très bien entendus dans la version mono, mais sont presque inaudibles dans la version stéréo. Certains croient entendre « Paul is a dead man, he's really really dead » puis une partie inintelligible et la phrase « let you know » en lecture accélérée. La version mono de la chanson comporte une batterie qui ouvre la chanson avec plus de présence et de force. Le fameux segue à la fin de Good Morning Good Morning où le cri du coq, qui devient un son de guitare sur la version stéréo, est placé à un temps différent sur la version mono et cet effet disparaît. D'autres variations entre les deux mixages incluent un rire plus fort à la fin de la version mono de Within You Without You et une fin froide et sans écho sur la version mono de Being for the Benefit of Mr. Kite!.
Sur les premiers pressages mono de l'album, juste après A Day in the Life, le dernier morceau, un sillon sans fin, c'est-à-dire revenant sur lui-même, pouvait être entendu sur les platines manuelles. Il l'est à nouveau depuis la réédition de l'album en disque compact où on l'entend se répéter une dizaine de fois avant de fondre en fermeture. Une fausse légende affirme que les Beatles disent « I never know the end » (« je ne connais jamais de fin »). Le groupe prononce deux ou trois phrases. Une première phrase en premier plan pouvant être entendue aussi bien à l'endroit qu'à l'envers, disant quelque chose comme « He never kissed me any other way / is he any other way » ou encore « it will be like this again » dans un sens, et dans l'autre « very soon ». La deuxième phrase, en arrière-plan, est enregistrée à l'envers et seule sa deuxième partie est compréhensible : « Supermen ». Quelqu'un a suggéré à Paul McCartney que l'on entendait « We fuck like Supermen », ce qui l'a fait beaucoup rire. Ce sillon a alimenté de nombreuses spéculations participant à la légende des Beatles. C'est leur premier album publié à l'identique en Amérique du Nord par Capitol Records mais le montage sonore du sillon final n'est pas inclus. La bande maîtresse monophonique est envoyée aux États-Unis le 21 avril pour commencer la production des disques, le jour même où le montage sonore est enregistré. Le lendemain, la bande stéréo est à son tour livrée mais le montage final n'est pas encore prêt. Il sera inclus sur la compilation américaine Rarities publiée en 1980.

### Pochette
La pochette de l'album est sans doute l'une des plus célèbres de l'histoire de la musique ; le montage élaboré de la photo de couverture, la photographie des « Fab Four » s'étalant sur les deux à-plats intérieurs, le visuel du verso de la couverture avec les paroles des chansons et enfin la planche à découper uniface qui y est insérée. De plus, dans les premières éditions britanniques, on fabrique une pochette de protection du disque vinyle format 33 tours possédant un design inédit.

#### Le visuel de couverture
La couverture de l'album a été réalisée par les artistes anglais Jann Haworth et Peter Blake. Il ne s'agit pas ici d'un photomontage, mais bien d'une photo du groupe au milieu d'une installation composée de personnages imprimés grandeur nature sur du carton taillé, de statues et d'objets, devant un fond bleu ciel. Ce diorama se décompose en trois plans : le premier est constitué principalement d'un massif de fleurs dans lequel est inséré un assemblage d'objets (plantes vertes, instruments de musique, figurines, etc.) ; le deuxième plan montre les quatre Beatles accompagnés de six mannequins en cire, deux « sculptures molles » et quatre figures cartonnées découpées en taille réelle ; le dernier assemble sur plusieurs rangées de découpes grandeur nature une cinquantaine de portraits de personnages plus ou moins célèbres, trois têtes de cire, ainsi qu'un palmier artificiel.

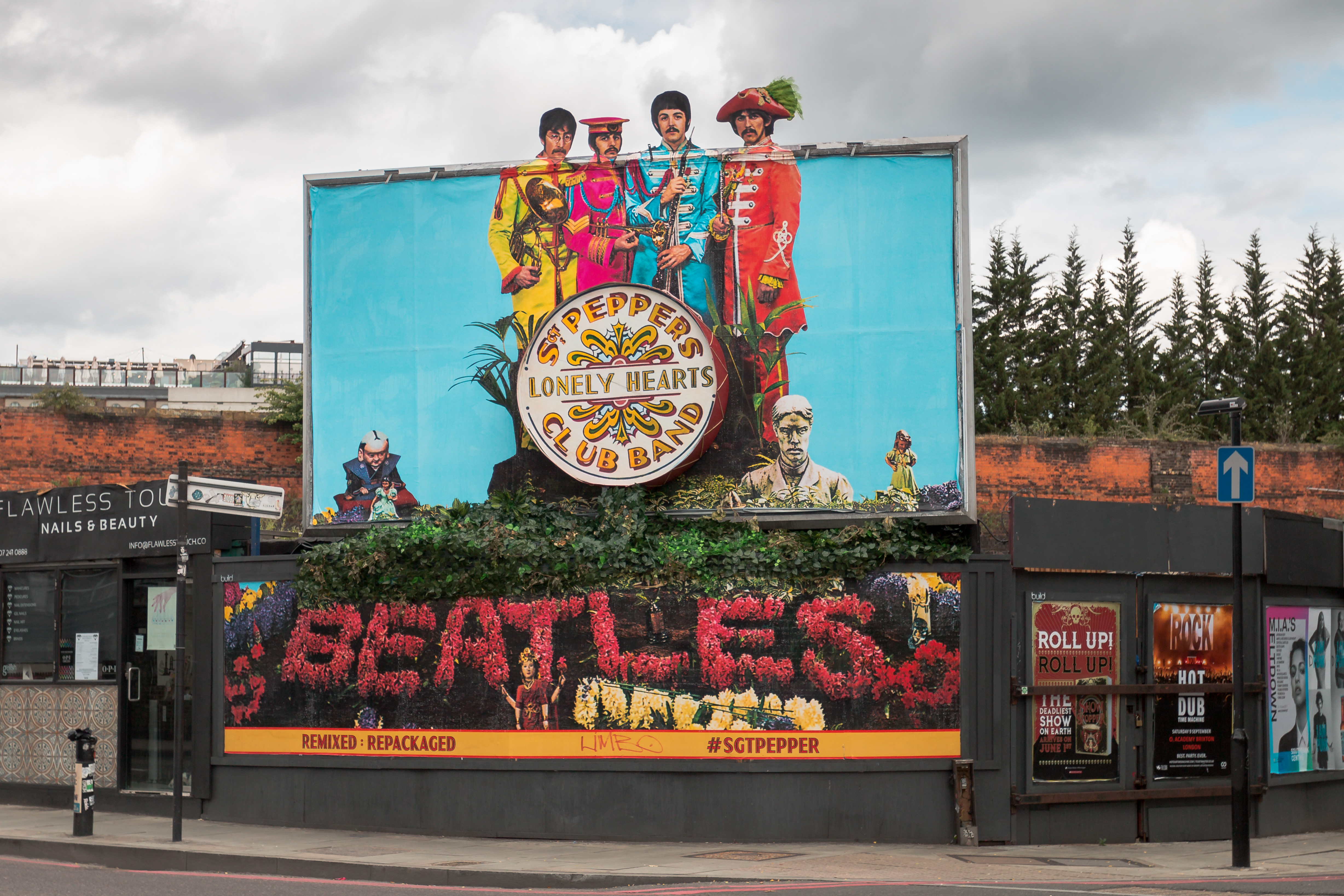
Décor à Londres en 2017, pour les 50 ans de la sortie de l'album.

La réalisation de la pochette nécessite un travail de composition important, dû à Peter Blake, l'un des pères du pop art, et son épouse Jann Haworth (fille de Ted Haworth, important directeur artistique de studios cinématographiques qui l'a initiée aux techniques des décors de cinéma). La production est initiée par le collectionneur d'art Robert Fraser, proche ami du groupe, et le photographe Michael Cooper est choisi pour prendre les photos de l'installation, assisté de Nigel Hartnup, Trevor Sutton et Andrew Boulton. La direction artistique est effectuée par le photographe américain Al Vandenberg. Neil Aspinall et Mal Evans sont chargés d'aller dans diverses librairies et bibliothèques chercher l'image des différents personnages. La préparation du décor nécessite deux semaines de travail. Le graphiste britannique Gene Mahon, qui dessinera quelques mois plus tard le logo d'Apple Corps, procède au montage des agrandissements photo que Nigel Hartnup et Jann Haworth coloriseront avec des teintures. La session de photos elle-même dure plusieurs heures, le 30 mars 1967 au studio du 4 rue Chelsea Manor à Londres. Le coût final s'élève à 2 868 £, soit environ cent fois le coût habituel pour une pochette de disque à l'époque,.
À l'instar de celle de leur précédent album, Revolver en 1966, la pochette reçoit le prix Grammy dans la catégorie arts graphiques. Jann Haworth et Peter Blake ne reçoivent qu'un forfait de 200 £ sans droits d'auteur prévus (en dépit de leur signature sur la planche à découper), fait qui contrarie toujours ce dernier : « Même les responsables de l'arrangement floral furent mieux payés »,.
Au centre de ce visuel se trouvent les Beatles, chacun vêtu d'un uniforme de parade d'une couleur différente, se tenant debout, réunis derrière une grosse caisse de fanfare militaire. Sur la peau de celle-ci figure le titre de l'album, prenant la forme d'un logo conçu par l'artiste Joe Ephgrave. Cet artiste de fêtes foraines, un ami de Jann Haworth et de son père, a conçu deux modèles disposés sur chacune des membranes de la caisse. Sur le premier cliché pris lors de cette journée, celle-ci est inversée pour montrer le design alternatif. C'est la seule fois que l'on peut voir cette face lors de cette séance photo,
. À leurs pieds, au milieu du massif paysagé, des jacinthes rouges forment le mot « Beatles » en lettres capitales.
Cette pochette présente une vraie rupture avec les précédents albums car ici, chaque Beatle a sa propre coiffure, son propre costume, sa propre identité mais tous portent la moustache. Le contraste est accentué par la présence, à leurs côtés, de statues de cire en habits sombres à l'effigie des « anciens Beatles » en pleine beatlemania, empruntées au musée Madame Tussauds à Londres. C'est aussi la première fois que l'on voit, sur une pochette d'album officiel des Beatles, Lennon porter des lunettes. Myope depuis au moins l'âge de sept ans, il trouvait que les lunettes ne lui allaient pas. Il doit cependant porter des lunettes rondes de type Windsor (en) pour son rôle du soldat Gripweed dans le film How I Won the War tourné à la fin de l'année 1966 ; il en fait dès lors sa « marque de fabrique ». Le très fort décalage entre l'image classique des « Fab Four » et de leurs alter ego, les concepteurs de cet album, est vu par certains fans comme l'annonce d'une rupture proche, qui n'interviendra cependant que trois ans plus tard.

#### Célébrités présentes sur le visuel de couverture

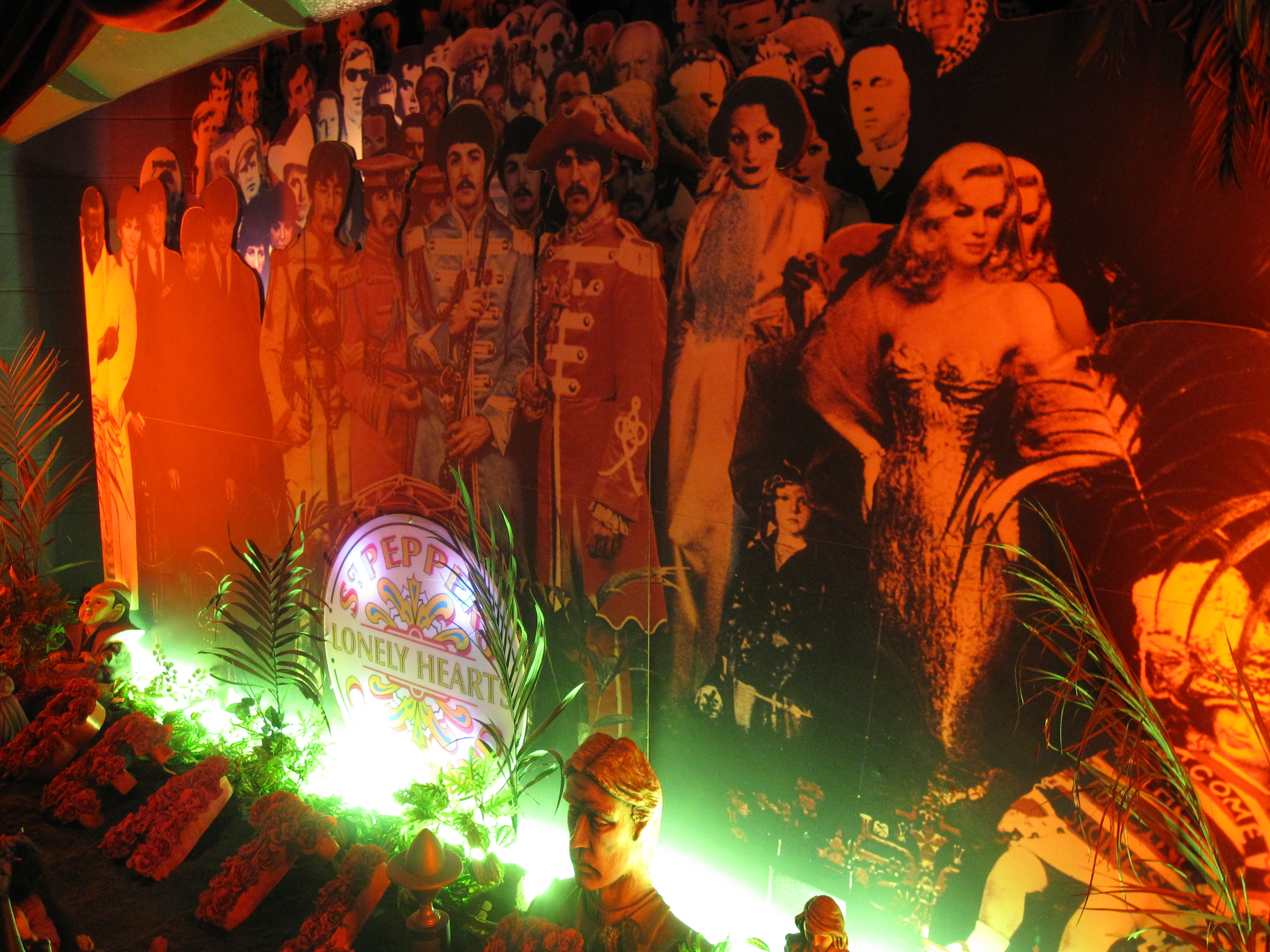
Décor installé dans le musée The Beatles Story à Liverpool.

Une particularité remarquable de ce visuel réside dans la quantité et la diversité des personnages que l'on peut voir aux côtés des Beatles et derrière eux ; en effet, la pochette se présente comme un « portrait de famille », sur lequel apparaissent les personnages à qui ils veulent rendre hommage « sans qui les Beatles n'auraient pas été les Beatles ». Ainsi, on peut y retrouver tout en haut le portrait d'Edgar Allan Poe — à qui il sera plus tard fait référence dans les paroles de I Am the Walrus —, ou encore Bob Dylan — chanteur admiré par le groupe qui leur a fait découvrir la marijuana lors de leur tournée américaine de l'été 1964 —, et enfin Lewis Carroll — dont les écrits inspirèrent la rédaction des paroles de Lucy in the Sky with Diamonds. Pourtant, Lennon et McCartney ne soumettent en tout qu'une vingtaine de personnages, Harrison, six gourous dont quatre sont retenus, tandis que Ringo Starr ne fait aucune proposition,. Le reste des personnages est choisi par Blake, Haworth et Fraser. Curieusement, Elvis Presley (présence trop importante d'après McCartney), Little Richard, Chuck Berry, et Buddy Holly, quatre influences majeures du groupe, n'y figurent pas. 
La mise en scène rappelle une photographie de l'orchestre de Jim McCartney, le père de Paul, qui pose autour d'une grosse caisse. De plus, la pochette d'un E.P. suédois produit en 1964 par Mercblecket, un orchestre d'étudiants, reprenant quatre tubes des Beatles, a comme pochette la photo des membres du groupe portant des uniformes et posant autour d'une grosse caisse. À l'arrivée des Beatles à l'aéroport de Stockholm en juillet, l'orchestre est présent et offre à Paul McCartney le disque en question.
Voici la liste des célébrités qui apparaissent sur le diorama de la pochette de l'album, rang par rang, de haut en bas, en partant de la gauche.
Au rang supérieur, on voit le gourou Sri Yukteswar Giri, Aleister Crowley (occultiste), Mae West (actrice), Lenny Bruce (humoriste), Karlheinz Stockhausen (compositeur), W. C. Fields (comédien), Carl Gustav Jung (psychologue), Edgar Allan Poe (écrivain), Fred Astaire (acteur et danseur), Richard Merkin (artiste), une Vargas Girl (dessin de Vargas), Huntz Hall (acteur), Simon Rodia (concepteur des Watts Towers) et Bob Dylan (auteur-compositeur-interprète).
Au second rang, on trouve Aubrey Beardsley (illustrateur et dandy du XIXe siècle), Robert Peel (Premier ministre britannique du XIXe siècle), Aldous Huxley (écrivain), Dylan Thomas (poète gallois), Terry Southern (écrivain américain), Dion DiMucci (chanteur américain), Tony Curtis (acteur), Wallace Berman (artiste plasticien américain), Tommy Handley (humoriste), Marilyn Monroe (actrice), William S. Burroughs (écrivain), le « gourou immortel » Sri Mahavatar Babaji, Stan Laurel (acteur), Richard Lindner (artiste de New-York), Oliver Hardy (acteur), Karl Marx (philosophe politique), H.G. Wells (écrivain), le gourou Sri Paramahansa Yogananda, James Joyce (romancier et poète), pratiquement caché à côté d'une tête de mannequin anonyme portant un chapeau rayé.

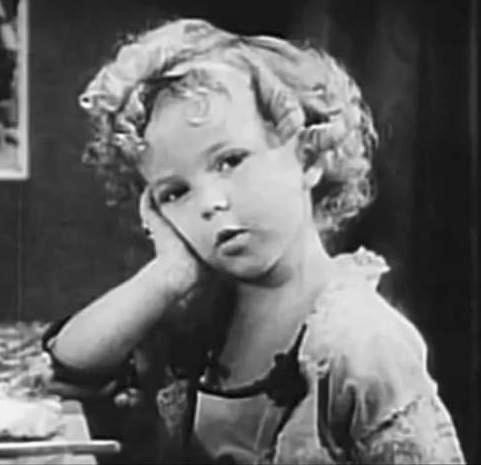
On peut voir deux ou trois fois l'effigie de l'actrice Shirley Temple sur la pochette, dépendamment des sources.

Au troisième rang, on aperçoit Stuart Sutcliffe (ex-Beatle), un autre mannequin non identifié portant un chapeau vert, Max Miller (comédien), une Petty Girl au chapeau mauve (par l'artiste George Petty), Marlon Brando (acteur), Tom Mix (acteur de Western), Oscar Wilde (écrivain), Tyrone Power (acteur), Larry Bell (artiste peintre), David Livingstone (explorateur), Johnny Weissmuller (nageur et acteur), Stephen Crane (écrivain américain) presque caché derrière la main levée d'Issy Bonn (comédien), George Bernard Shaw (écrivain), H. C. Westermann (sculpteur) derrière la plume du chapeau d'Harrison,  (footballeur de Liverpool), le gourou Sri Lahiri Mahasaya, Lewis Carroll (écrivain) et la tête en cire de Lawrence d'Arabie (officier et écrivain),.
Au-devant, se trouvent : une statue de cire du boxeur américain Sonny Liston, une autre découpe de Petty Girl cette fois au chapeau bleu, les statues de cire des quatre Beatles habillés de noir, avec, à peine visible derrière Lennon, le visage de Shirley Temple ; les Beatles en chair et en os posant avec leurs costumes de parade colorés (Lennon, Starr, McCartney et Harrison tenant respectivement un cor d'harmonie, une trompette, un cor anglais et un piccolo), puis les figures découpées de l'acteur et chanteur d'origine canadienne Bobby Breen, de l'actrice allemande Marlene Dietrich habillée en jaune, et, en plus petit, de nouveau Shirley Temple devant la découpe d'un soldat anonyme du Royal Antediluvian Order of Buffaloes et à côté de la statue de cire de l'actrice Diana Dors. À l’extrême droite on voit la poupée en chiffon d'une fillette, encore une fois sous les traits de Shirley Temple,, portant le pull rayé d'Adam Cooper, le fils du photographe, où est inscrit sur le devant « Welcome The Rolling Stones » et sur les manches « Good Guys » (« Bienvenue les Rolling Stones - Bons gars »). Celle-ci est assise sur les genoux d'une autre « sculpture molle » représentant une vieille dame (The Old Lady, 1965). Ces deux poupées ont été conçues par Jann Haworth,.

##### Célébrités non incluses ou cachées
Pour diverses raisons, d'autres célébrités initialement prévues sur la pochette en sont absentes. C'est notamment le cas de trois personnages que John Lennon avait souhaité faire apparaître : Jésus-Christ (exclu après la célèbre phrase controversée prononcée à son sujet par le Beatle), Gandhi (présent dans la photo originale mais effacé parce que la maison de disques EMI pensait que sa présence choquerait la communauté indienne) et Adolf Hitler (son effigie a été produite mais rapidement retirée après discussion entre les personnes présentes lors de la séance photo). L'image de l'acteur Leo Gorcey, dans son rôle de Slip Mahoney des Bowery Boys, a elle aussi été effacée en postproduction lorsqu'il a demandé d'être rémunéré.
Présents dans le montage, les acteurs Timothy Carey et Bette Davis, cette dernière dans son rôle d'Élisabeth Ire du film The Virgin Queen, sont cachés par Harrison tandis que le physicien Albert Einstein, duquel on ne voit que les cheveux, est derrière l'épaule droite de Lennon. Ces trois personnalités et les deux autres, qui ont été effacées en post-production, reprennent leur place sur les pochettes des disques deux, trois et quatre de la réédition du 50e anniversaire. Mais une photo des acteurs Sophia Loren et Marcello Mastroianni tirée d'une scène du film Mariage à l'italienne reste cachée derrière les statues de cire des Beatles.

#### Les costumes

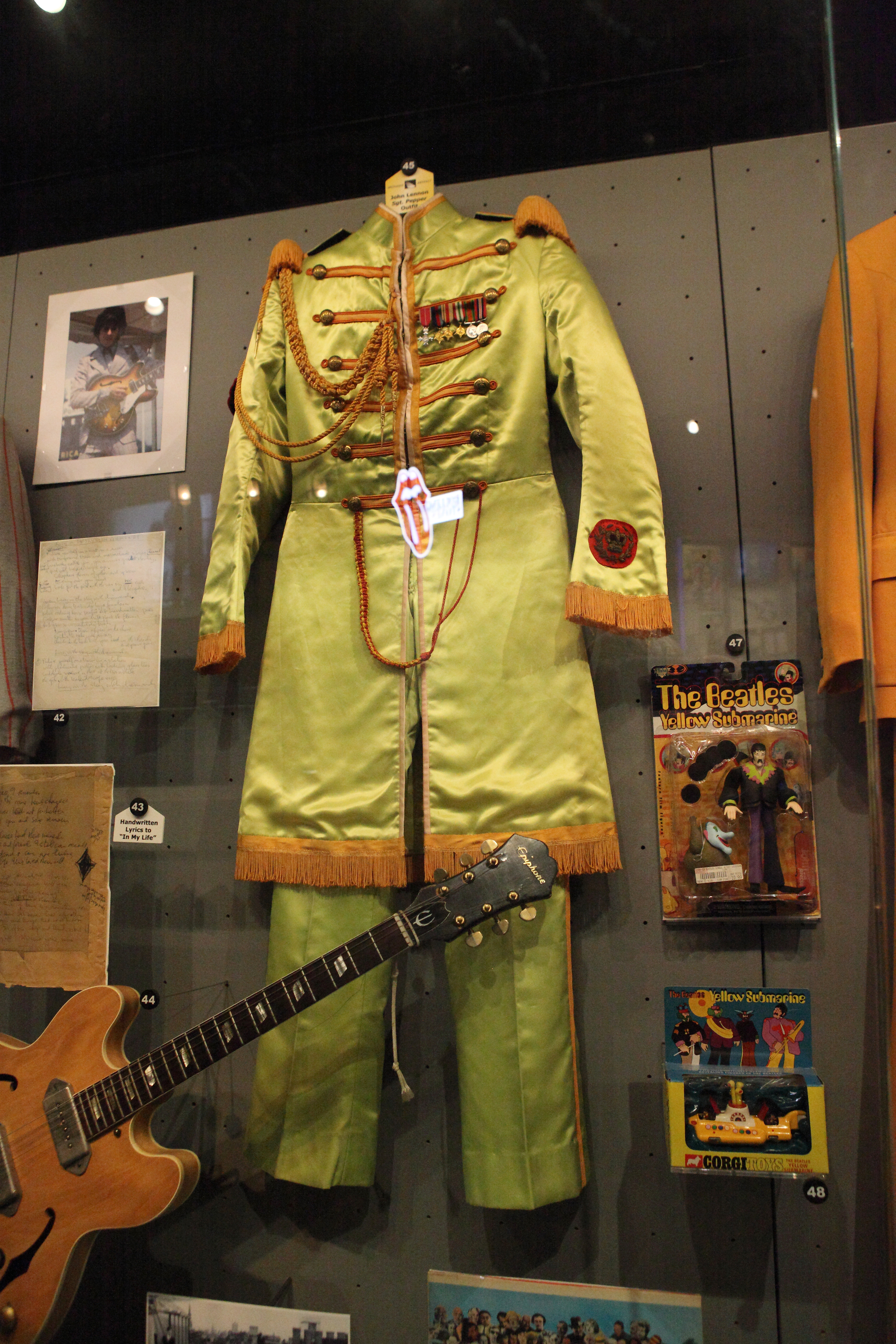
Costume de John Lennon pour Sgt. Pepper exposé au Rock and Roll Hall of Fame à Cleveland, Ohio.

Sur cette pochette, chacun des Beatles est vêtu d'un uniforme de parade en satin d'inspiration militaire, période edwardienne, d'une couleur extrêmement vive et personnalisée à la teinture fluorescente. John Lennon porte un costume vert et jaune, Paul McCartney est vêtu de bleu, George Harrison de rouge et Ringo Starr de rose. Ces uniformes, fabriqués par la firme M. Berman Ltd, mais conçus par le couturier d'origine mexicaine Manuel Cuevas connu pour avoir dessiné des costumes de scène pour de nombreux chanteurs tels Elvis et Johnny Cash,, comportent aussi des insignes particuliers à chaque membre : Lennon arbore les armes royales du Royaume-Uni sur sa manche droite et les médailles militaires du grand-père de Pete Best, empruntées à sa mère Mona, au-devant, à gauche, à peine visibles. Harrison et McCartney portent leurs médailles de l'Ordre de l'Empire britannique, qui leur ont été données par la reine Élisabeth en 1965. Un écusson de la police provinciale de l'Ontario portant les initiales « O.P.P. » (pour Ontario Provincial Police), est apposé sur la manche gauche de McCartney. En 1969, lors de la propagation d'une rumeur supposant que ce dernier était mort, on a prétendu que c'était « O.P.D. » qui était inscrit sur cet écusson, soit « Officially Pronounced Dead » (« officiellement déclaré mort »),.
Les costumes de scène gris que portent les statues de cire du groupe sont inspirés d'un design de Pierre Cardin et fabriqués par Douglas Millings de l'entreprise de tailleurs DA Millings and Son de Londres.

#### Les autres visuels
Aux pieds des Beatles, on voit sur la pochette du disque un certain nombre d'objets parmi les fleurs et les plantes en pots. De gauche à droite, on distingue : un boa violet, un nain de jardin (devant un massif de jacinthes bleues), un narguilé, un fukusuke (souvenir de Lennon de la tournée au Japon), une figurine de Blanche Neige, un euphonium, un trophée, un buste (qui vient des jardins du domaine de Lennon,), un petit poste de télévision Sony (acheté par McCartney au Japon), une figurine féminine, la céramique mexicaine dite de l'Arbre de vie, une petite statue de pierre (sous le pied gauche de la poupée en chiffon) et, enfin, au premier plan, la statuette d'une divinité indienne, Lakshmi entourée de fleurs rouges et blanches. Des jacinthes rouges sont disposées de façon à écrire le mot « Beatles », des jaunes placées en forme de guitare et finalement un autre petit massif de fleurs blanches, bleues, rouges et jaunes en forme d'étoile.
La grosse caisse, sur laquelle est peint le titre du disque, est celle du Régiment Essex Yeomanry, un régiment de cavalerie, débarqué au Havre en décembre 1914, et qui aura tout de suite été plongé dans l’horreur de la Première Guerre mondiale avec ses chevaux. Membre de cette unité, Henry Harrison, le grand-père de George, avait succombé au premier jour de la bataille de Loos-en-Gohelle, le 25 septembre 1915. Le nom de cette bataille figure en toutes lettres sur le fût avec d'autres batailles de la Somme. En 1964, Ringo Starr portait cette grosse caisse pendant que le reste du groupe posait avec des cornemuses lors d'une séance photo dans les jardins de l'Ambassador's Club à Londres,. Une de ces photos a été utilisée pour deux albums compilations d'Allemagne de l'Est publiés par le label Amiga, le premier en 1965 et l'autre en 1983.
Pour la seconde fois, après Beatles for Sale, la pochette du 33 tours est double et peut s'ouvrir comme un livre, faisant apparaître plein cadre sur fond jaune uni une photo plus resserrée du groupe toujours en uniforme et assis par terre, qui permet l'insertion d'un supplément. À l'origine, le groupe avait pour projet d'y inclure plus d'images, des crayons de couleurs ou des pin's. Cependant, face au coût potentiel d'une telle opération, la production se résigna à n'inclure qu'une simple planche uniface d'accessoires à découper, signé par Blake et Haworth, et numérotés en un encadré descriptif intitulé Sgt. Pepper Cut-Outs. Parmi ces cinq accessoires, on trouve dans l'ordre : une moustache postiche, une carte postale figurant un militaire et légendée Sgt. Pepper, une paire de chevrons qui marquent le grade de sergent à appliquer sur ses manches, deux badges (le logo de l'album et le portrait du sergent), et enfin un portrait « présentoir » des Beatles. Sous cette photo du groupe, on voit un arc de cercle (rattaché à la partie à plier) sur lequel est écrit « Sgt Peppers Band » (encore sans l'apostrophe du cas possessif) avec des lettres décorées d'anciennes photos de visages de femmes. Bien que la légende, présente sur les rééditions du disque, indique que le portrait de la carte postale est inspiré du buste placé aux pieds de Harrison sur la couverture du disque, ce personnage est en fait un dessin du major général James Melvin Babington, du 16th The Queen's Lancers de la première cavalerie postée en Afrique du Sud lors de la seconde guerre des Boers, tel qu'il figure sur son portrait officiel.

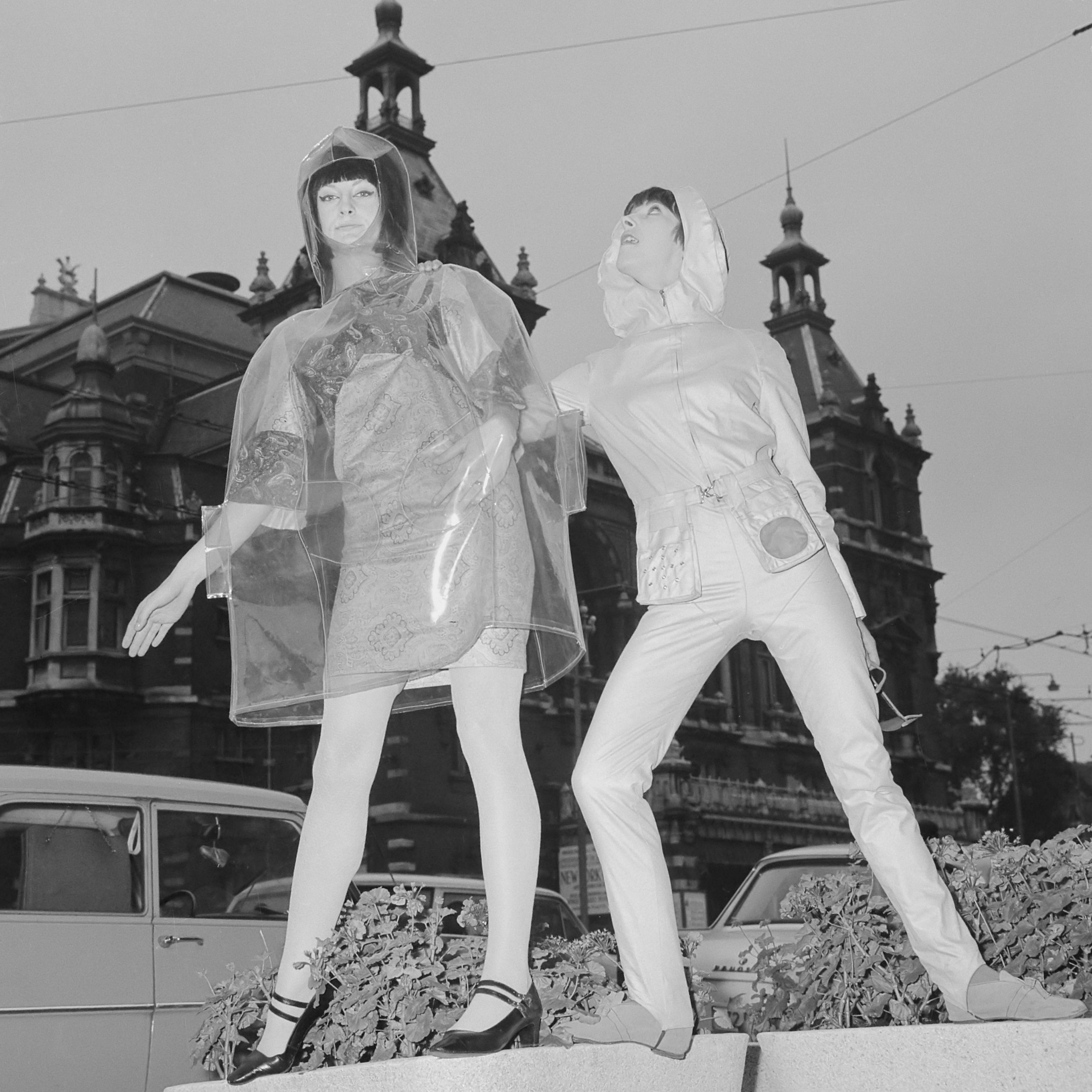
Josje Leeger et Marijke Kooger, du collectif The Fool, en 1965.

Le verso de la pochette comporte une autre innovation : aucun album n'avait auparavant inclus les paroles des chansons,. Sur cette face de la pochette, on retrouve une autre photographie des Beatles portant leurs costumes de parade militaire, où McCartney est vu de dos, ce qui alimentera la rumeur de sa mort.
Enfin, pour les premières éditions, le disque vinyle lui-même était proposé dans une pochette de protection imprimée d'un motif dégradé de rouge dessinée par le collectif néerlandais The Fool. Ce design fut intégré au livret de la réédition du 20e anniversaire et on le retrouve aujourd'hui sur les pages collées à l'intérieur de la couverture rigide du livre accompagnant la réédition 50e anniversaire. Ce duo d'artistes, Marijke Koger et Simon Posthuma, avait aussi créé un dessin pour l'intérieur de la pochette mais celui-ci a finalement a été abandonné. The Fool créera plus tard l'illustration psychédélique qui couvrira, pour quelques mois seulement, les trois étages de l'édifice abritant la boutique Apple sur Baker Street à Londres.

## Réception

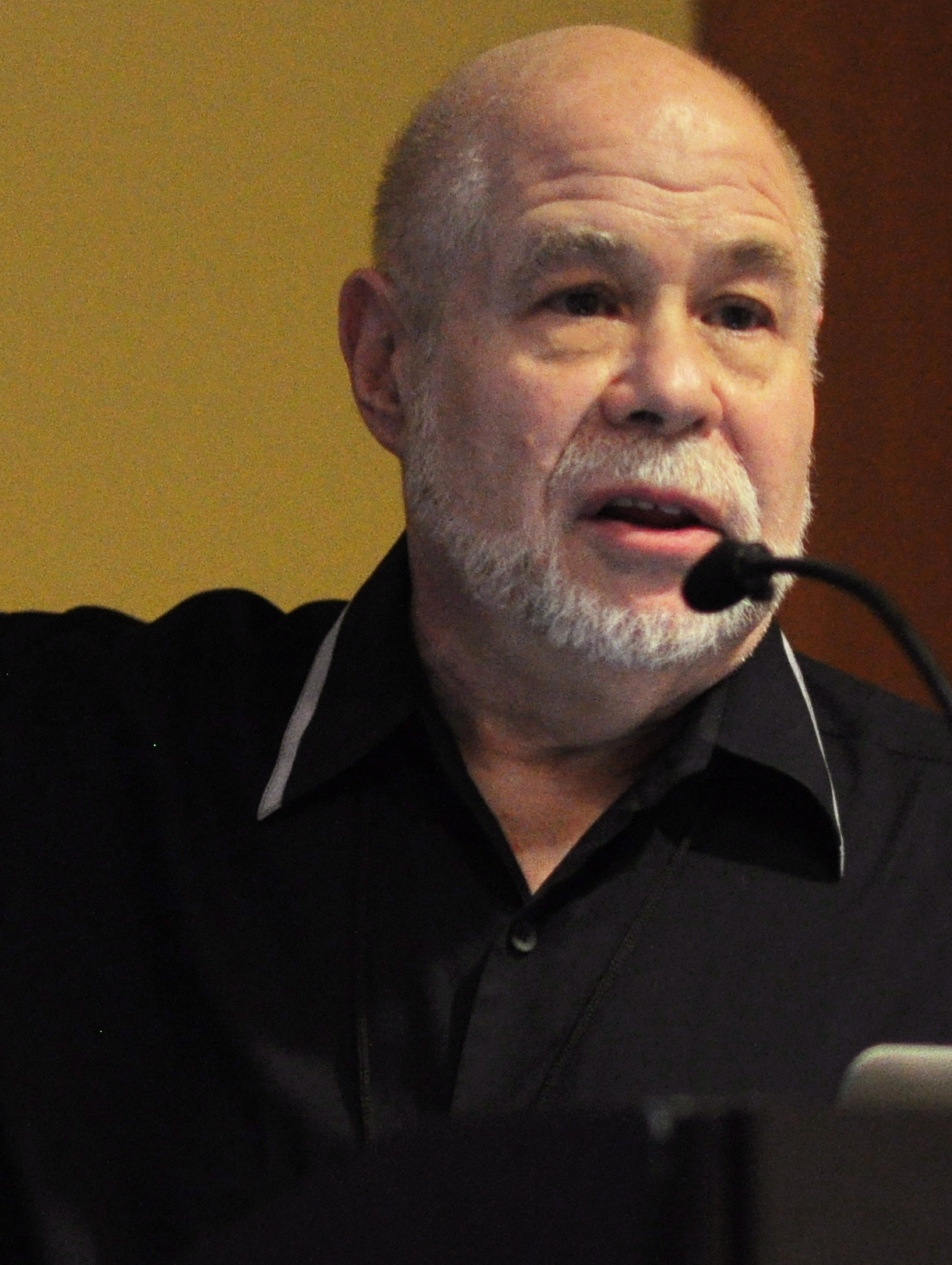
Le critique musical Richard Goldstein en 2015.

À sa sortie, Sgt. Pepper reçoit un accueil très favorable des critiques et du public. Les analyses de l'album paraissant dans les journaux et magazines musicaux en juin 1967, immédiatement après son lancement, sont généralement positives. Le critique du Times Kenneth Tynan décrit Sgt. Pepper comme « un moment décisif dans l'histoire de la civilisation occidentale ».
Parmi les critiques défavorables, Richard Goldstein, du New York Times, écrit : « Comme un enfant attendu, Sergeant Pepper est gâté. Il présente des cors et des harpes, des quartets d'harmonica, plusieurs bruits d'animaux, et un orchestre de 41 musiciens », ajoutant que « c'est un album d'effets sonores, superbe mais en définitive frauduleux »,. Cette critique valut à Goldstein de recevoir plusieurs lettres furieuses. D'un autre côté, Goldstein a décrit la chanson A Day in the Life comme « une excursion morbide dans la musique émotive avec de bonnes paroles », qu'elle « reste la plus importante chanson du couple Lennon/McCartney, et qu'elle est un évènement pop historique ».
Le musicien Frank Zappa a accusé les Beatles d'avoir utilisé l'esthétisme du Flower Power à des fins mercantiles, déclarant dans le magazine Rolling Stone qu'ils « étaient là juste pour l'argent ». Cette sentence est plus tard devenue le titre de l'album de son groupe The Mothers of Invention, We're Only in It for the Money, dont la pochette parodie celle de Sgt. Pepper. Ironiquement, lorsque l'enregistrement de Sgt. Pepper a été terminé, McCartney a dit : « Cet album sera notre Freak Out! », en référence au premier album de Zappa (1966), considéré par beaucoup de personnes comme un des premiers albums-concept.
La durée de présence de l'album dans les charts britanniques et américains est phénoménale. En Grande-Bretagne, il entre à la 8e position avant même sa sortie et atteint la première place la semaine suivante où il reste pendant 23 semaines consécutives. Il est ensuite détrôné par la bande sonore du film La Mélodie du bonheur. Aux États-Unis, l'album reste 15 semaines numéro 1. Lors de la réédition en CD de l'album en 1987, il atteint la troisième place. En juin 1992, le CD est réédité pour le 25e anniversaire de l'album, et atteint la sixième position. En 2007, à l'occasion des 40 ans de sa parution, Sgt. Pepper entre à nouveau dans les charts à la 47e place. Il atteint les première et troisième positions en Grande-Bretagne et aux États-Unis à la suite de son remixage pour le cinquantième anniversaire de sa sortie en 2017. En tout, à ce jour, l'album a passé 269 semaines dans les charts britanniques.
En 1968, Sgt. Pepper est le premier album rock à gagner le Grammy Award de l'album de l'année. Les ventes aux États-Unis totalisent 11 millions d'albums vendus. Il se vend à 32 millions d'exemplaires à travers le monde,. L'album figure sur bon nombre de listes des meilleurs albums rock : le magazine Rolling Stone l'a placé en tête de sa liste des 500 meilleurs albums de tous les temps,, VH1 en dixième position, tandis que Bill Shapiro le compte parmi les cent plus grands albums (liste non numérotée). En 1997, Sgt. Pepper est nommé plus grand album de tous les temps dans la liste Music of the Millennium. En 1998, le magazine Q le place en septième position. Selon le site Acclaimedmusic.net, l'album est cinquième sur la liste des albums les plus acclamés de tous les temps par la critique.
Sgt. Pepper est sélectionné en 2004 pour figurer au Registre national des enregistrements (National Recording Registry) de la Bibliothèque du Congrès américain.
Pour un grand nombre de spécialistes en « beatlologie », Sgt. Pepper reste le chef-d’œuvre des chefs-d’œuvre.

### L'été de l'amour (Summer of Love)
Les Beatles et leur évolution sur le plan personnel et artistique ont également joué un rôle dans la portée qu'a eu le Summer of Love. L'album Sgt. Pepper's Lonely Hearts Club Band sort le 1er juin 1967 en Europe et le lendemain aux États-Unis. Par ses influences psychédéliques, ses instruments indiens, sa pochette aux couleurs vives, l'album synthétise l'essence même du Summer of Love, même si seules quatre chansons « font effectivement référence aux bouleversements dus à l'émergence de cette nouvelle culture au sein de la jeunesse » : Lucy in the Sky with Diamonds, She's Leaving Home, Within You Without You et A Day in the Life.
Une copie du disque, achetée en Europe et importée par une hôtesse de l'air le 1er juin 1967, est présentée en boucle de 14 heures à 2 heures du matin, au Pavillon de la jeunesse lors de l'Expo 67 à Montréal. Des centaines de personnes peuvent l'écouter 24 heures avant sa sortie officielle en Amérique du Nord.
À cette époque, les Beatles ont dépassé leur image de « bons garçons », et le 25 juin 1967, à Our World (en), la première émission en mondovision, leur chanson All You Need Is Love (qui ne figure pas sur Sgt. Pepper's Lonely Hearts Club Band), écoutée dans le monde entier, insiste sur les idéaux d'amour, de paix et d'unité véhiculés par la contre-culture.

### Allusions à la drogue

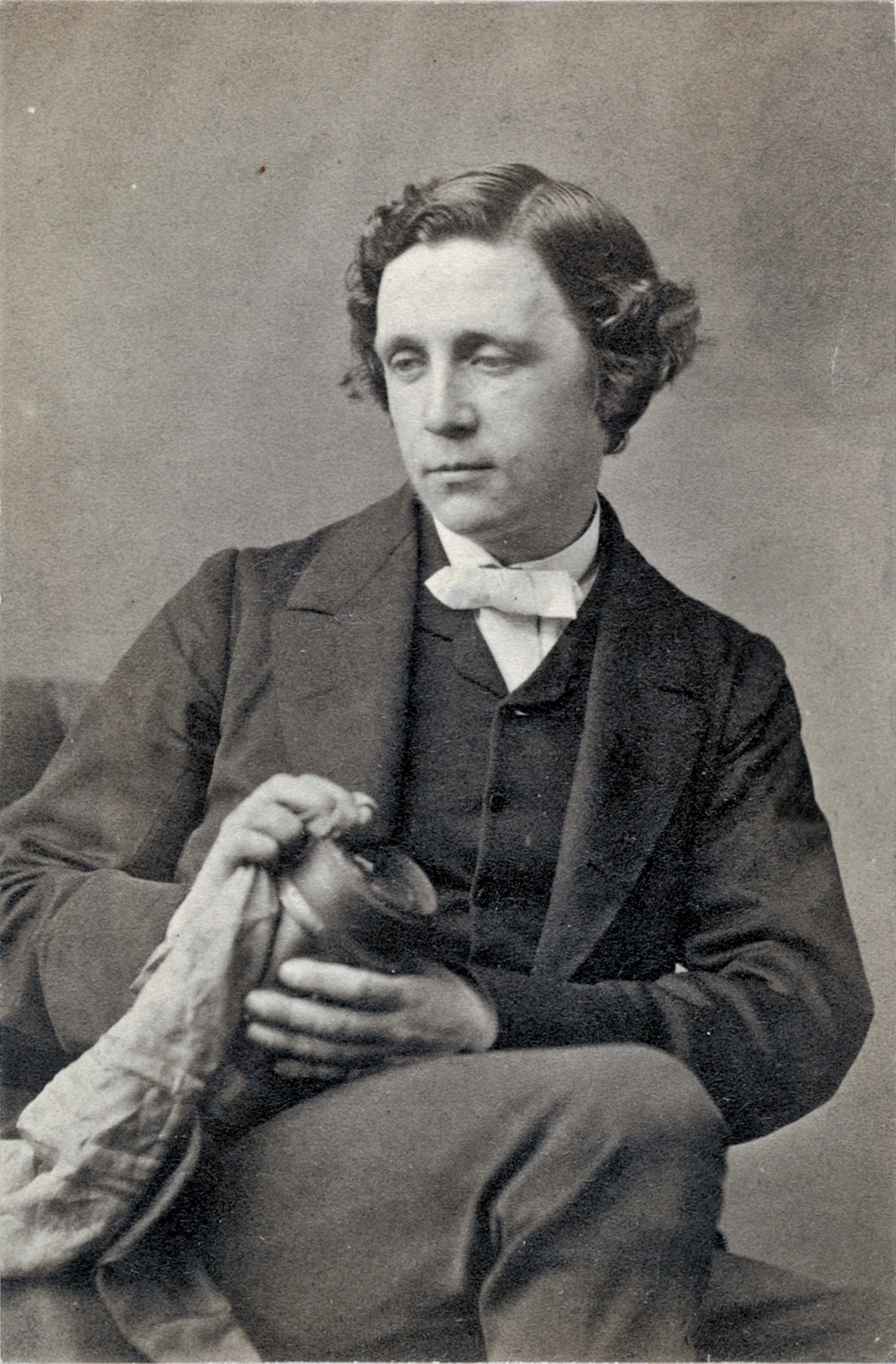
Lewis Carroll, source d'inspiration pour John Lennon, apparaît au troisième rang sur la pochette.

Parallèlement au caractère excentrique des images de la pochette (costumes militaires extravagants entre autres) et au foisonnement exubérant des arrangements psychédéliques, l'allusion à la drogue qui apparaît évidente pour la plupart des observateurs de l'époque est le texte surréaliste et surtout les initiales (LSD) de la chanson Lucy in the Sky with Diamonds. Mais son auteur, John Lennon, explique qu'en fait il est parti d'un dessin que son fils Julian, alors âgé de quatre ans, a rapporté de sa classe de maternelle en lui expliquant qu'il avait dessiné sa copine Lucy O'Donnell « dans le ciel avec des diamants ». Le compositeur, qui cite aussi Lewis Carroll et son œuvre Alice au pays des merveilles comme source d'inspiration, se dit le premier étonné de l'interprétation qui est faite de son titre.
Lennon et McCartney écrivent ensemble la dernière phrase avant la montée orchestrale dans A Day in the Life, « I'd love to turn you on » (qui se traduit soit par « J'aimerais te brancher », ou « J'aimerais t'allumer »), qui fait scandale pour sa connotation et provoque son interdiction sur la radio britannique.
L'héroïne joue également un rôle dans l'interdiction de deux autres chansons de l'album à l'antenne : Fixing a Hole — dont le titre supposerait que le chanteur se fait un « fix », alors que McCartney parle seulement de « boucher un trou » dans le plafond d'une ferme en mauvais état — et Being for the Benefit of Mr. Kite! à cause du personnage Henry the Horse, puisque « horse » signifie héroïne en argot anglais. Ce sont pourtant des interprétations totalement erronées de la part des « autorités compétentes ».
Pour les marchés de l'Asie du Sud Est, de la Malaisie et de Hong Kong, EMI est contraint de publier une version modifiée de l'album. Les chansons With a Little Help from My Friends, Lucy in the Sky with Diamonds et A Day in the Life, supposées faire allusion à la drogue, sont remplacées par The Fool on the Hill, Baby You're a Rich Man et I'm the Walrus (sic) tirées du double EP Magical Mystery Tour. En 1977, la Corée supprimera Lucy in the Sky with Diamonds et A Day in the Life pour la même raison, cette fois sans les remplacer.

## Liste des chansons
Toutes les chansons sont écrites et composées par John Lennon et Paul McCartney, sauf mention contraire.
| 1. | Sgt. Pepper's Lonely Hearts Club Band |  | 2:02 |
| 2. | With a Little Help from My Friends    |  | 2:43 |
| 3. | Lucy in the Sky with Diamonds         |  | 3:27 |
| 4. | Getting Better                        |  | 2:47 |
| 5. | Fixing a Hole                         |  | 2:36 |
| 6. | She's Leaving Home                    |  | 3:34 |
| 7. | Being for the Benefit of Mr. Kite!    |  | 2:37 |

| 8.  | Within You Without You                          | George Harrison | 5:05 |
| 9.  | When I'm Sixty-Four                             |                 | 2:37 |
| 10. | Lovely Rita                                     |                 | 2:41 |
| 11. | Good Morning Good Morning                       |                 | 2:40 |
| 12. | Sgt. Pepper's Lonely Hearts Club Band (Reprise) |                 | 1:18 |
| 13. | A Day in the Life                               |                 | 5:33 |

## Personnel
D'après Ian MacDonald et Mark Lewisohn

### The Beatles
- John Lennon : chant, guitares acoustique et électrique, orgue Hammond, piano, effets sonores, harmonica, boucles de magnétophones, peigne et papier, claquements de mains, tambourin, maracas, basse dans Fixing a Hole
- Paul McCartney : chant, basse, guitare acoustique et guitare électrique, piano, orgue Hammond et orgue Lowrey (en), claquements de mains, discussions, effets sonores, peigne et papier
- George Harrison : chœurs, guitare acoustique et guitare électrique, sitar, tamboura, swarmandal, harmonica, peigne et papier, claquements de mains, tambourin, maracas, chant dans Within You Without You et Sgt. Pepper's Lonely Hearts Club Band (Reprise)
- Ringo Starr : batterie, congas, tambourin, maracas, claquements de mains, carillon tubulaire, chant dans With a Little Help from My Friends et Sgt. Pepper's Lonely Hearts Club Band (Reprise), piano, harmonica, peigne et papier, chant guttural

### Musiciens additionnels
- Sounds Incorporated (en) : saxophones, trombones et cor français dans Good Morning Good Morning
- George Martin : production, mixage audio, boucles de magnétophone, effets sonores, clavecin dans Fixing a Hole, harmonium, orgue Lowrey, glockenspiel et Mellotron dans Being for the Benefit of Mr. Kite!, orgue Hammond dans With a Little Help from My Friends, piano dans Getting Better et Lovely Rita, conduction orchestrale
- Mal Evans : compte, harmonica, alarme, piano
- Neil Aspinall : harmonica, tamboura
- Asian Music Circle : Quatre musiciens jouant du tabla, du dilruba et du tamboura dans Within You Without You
- L'Orchestre symphonique de Londres : orchestre dans Good Morning Good Morning
- Autres musiciens de séances : quatre cors français (Neill Sanders (en), James W. Buck, John Burden et Tony Randall) dans Sgt. Pepper's Lonely Hearts Club Band, harpe (jouée par Sheila Bromberg (en)) et une section de cordes (joués par des musiciens inconnus) dans She's Leaving Home, huit violons et quatre violoncelles (joués par des musiciens inconnus) dans Within You Without You, un trio de clarinettes (joués par Robert Burns, Henry MacKenzie et Frank Reidy) dans When I'm Sixty-Four, et saxophones additionnels (joués par des musiciens inconnus) dans Good Morning Good Morning.

## Rééditions

### Édition20eanniversaire
Ce disque a été réédité en CD la première fois simultanément à son 20e anniversaire, le 1er juin 1987. Lors de cette réédition de tous les disques du groupe en ce format durant l'année, l'album est le seul qui possède des suppléments. Une jaquette de carton tient le boîtier « jewel » et un livret accompagnateur. Celui-ci comprend une citation de George Martin, un texte et des notes sur l'enregistrement de toutes les chansons par Mark Lewisohn (non crédité à l'époque ; seul son livre (en), d'où le texte est tiré, l'est), un texte de l'artiste Peter Blake, une légende pour identifier les personnages, plusieurs nouvelles photos, les paroles des chansons et finalement, les dessins de la planche à découper placés sur quatre pages repliées de la couverture. Inséré dans la partie avant du boîtier sur une feuille recto-verso, on revoit la photo de la pochette et à l'endos, une reproduction de celle-ci mais n'affichant que le contour des personnages numérotés pour accompagner la légende. Sur l'endos du boîtier et de la jaquette, on voit la photo du groupe, où McCartney est de dos, sous la liste des chansons et à gauche des détails techniques de la publication. De l'encre rouge est utilisée pour l'identification sur le disque lui-même.
Le documentaire It Was Twenty Years Ago Today (en) qui étudie le Summer of Love et la place du disque à cette époque sort simultanément à cette réédition.

### Édition de 2009
Comme tous les autres disques cette fois, la remastérisation du 9 septembre 2009 élimine les boîtiers en plastique pour des pochettes cartonnées qui s'ouvrent en trois parties : à droite se trouve une pochette pour y insérer le disque et à gauche un repli pour le livret. Toutes les photos de la version originale s'y trouvent en plus de plusieurs autres. McCartney est l'auteur d'un texte d'introduction et les autres de l'édition précédente y sont inclus (cette fois Lewisohn est crédité). On y retrouve encore la légende pour la photo de couverture, les paroles et la planche à découper, cette fois reproduite à l'identique de l'originale. Comme sur tous les autres titres de la réédition, deux nouveaux textes sont inclus, un sur l'historique du disque (par Kevin Howlett et Mike Heatley) et l'autre sur l'enregistrement de l'album (par Allan Rouse et Howlett) et l'étiquette du label original, celle-ci « Parlophone », est imprimée sur le disque.

### 50eanniversaire
Albums de The Beatles
The Beatles: Live at the Hollywood Bowl
(2016) The Beatles Christmas Record Box
(2017)
Le 26 mai 2017, des éditions du 50e anniversaire sont publiées ; une version Super Deluxe avec six disques (comprenant un DVD et un Bluray) et un livre à couverture rigide de 114 pages, une version Deluxe comprenant deux disques et finalement l'album seul remixé par Giles Martin et Sam Okell. Ce disque a retrouvé la première position des palmarès britannique pour la semaine du 2 au 8 juin 2017 et la troisième place du Billboard 200 aux États-Unis.

#### Album original remixé
L'album original est remixé par le producteur Giles Martin (le fils du producteur des Beatles) et l'ingénieur de son Sam Okell aux studios Abbey Road, les mêmes qui ont remastérisé et modernisé le son de la compilation 1 en 2015. Cette nouvelle version stéréo est calquée en grande partie sur la version originale mono qui a été effectuée par George Martin en 1967 en présence du groupe. On utilise cette fois les bandes maîtresses quatre pistes originales, qui avaient dû être recopiées à l'époque sur une ou deux pistes d'un autre magnétophone pour permettre des enregistrements supplémentaires, selon la technique dite du « bouncing down ». Cela permettait de rajouter d'autres voix ou instruments mais avait comme résultat de dégrader la qualité du son.
La nouvelle version de cet album est mise sur le marché en CD ou en téléchargement. Deux versions en vinyle 180 grammes noir, ou en picture-disc, seront aussi disponibles le 15 décembre 2017.

#### VersionDeluxe
Cet album double inclut l'album original remixé en plus d'un second disque avec des versions primitives de ces séances d'enregistrement présentées dans le même ordre que les chansons sur l'album y compris un montage inédit de A Day in the Life qui inclut des voix fredonnant à l’unisson la note mi en finale. De plus, les chansons Strawberry Fields Forever et Penny Lane, enregistrées à la même époque mais sorties en single, ont été rajoutées. La première avec le mixage qui accompagnait la réédition du film promotionnel sur le disque 1+, publiée en 2015, et l'autre avec un tout nouveau mixage sur lequel les quatre partitions de piano ont été séparées. On y retrouve aussi les deux versions originales de Strawberry Fields Forever et l'enregistrement des quatre partitions de piano de Penny Lane.
Cette collection est disponible en CD, en vinyle 180 grammes ou en téléchargement.

#### VersionSuper Deluxe
Cette version en six disques comprend encore l'album original remixé avec, cette fois, les versions inachevées sur deux disques. Tous les enregistrements du disque inédit précédent s'y retrouvent mais de nombreux autres ont été rajoutés. Cette fois, ces chansons sont présentées en ordre chronologique des enregistrements en studio. Le dernier CD renferme une remastérisation des mixages mono originaux avec des suppléments. Finalement, le disque Blu-ray possède des mixages audio son « DTS HD Master Audio 5.1 », « Dolby TrueHD 5.1 » et « LPCM Stéréo » et une version haute résolution audio (en) (96KHz/24bits). Le DVD possède un mixage « DTS 5.1 », « Dolby Digital 5.1 » et « LPCM Stéréo ». Tous deux incluent un documentaire sur l'enregistrement du disque et trois vidéoclips. Une version en téléchargement est disponible le 15 décembre 2017.
Les quatre CD possèdent des pochettes différentes ; le premier avec les photos recto-verso originales et les trois autres avec des clichés alternatifs. Les deux pochettes des DVD arborent chacune un des deux designs effectués par l'artiste Joe Ephgrave sur la peau de la grosse caisse. Les six disques, insérés dans une pochette dans le style du 33-tours original, un livre de 144 pages, la reproduction du poster promotionnel de l'époque, un fac-similé de l'affiche qui inspira la chanson Being for the Benefit of Mr. Kite! et les illustrations à découper du disque original sont placés dans un boîtier simulant la boîte de rangement de la bobine de la bande maîtresse de l'album. Sur l'édition canadienne du moins, des notes manuscrites à l'encre rouge y sont écrites en français. La boîte est recouverte d'une jaquette cartonnée avec la photo de la pochette présentée en trois dimensions par imagerie lenticulaire. Le boîtier de la version japonaise inclut un diorama en carton à monter et un poster supplémentaire,.
Le montage sonore Carnival of Light, enregistré lors des séances de Penny Lane, et la chanson Only a Northern Song, enregistrée après A Day in the Life et qui n'a été publiée qu'en 1969 sur la bande son Yellow Submarine, n'ont pas été inclus.

#### Documentaire
Apple Corps a produit en 2017 le documentaire Sgt. Pepper’s Musical Revolution (durée 58:48), écrit et présenté par le compositeur et animateur de télévision Howard Goodall, visible sur Youtube ou Dailymotion .

## Parodies, pastiches, reprises et hommages

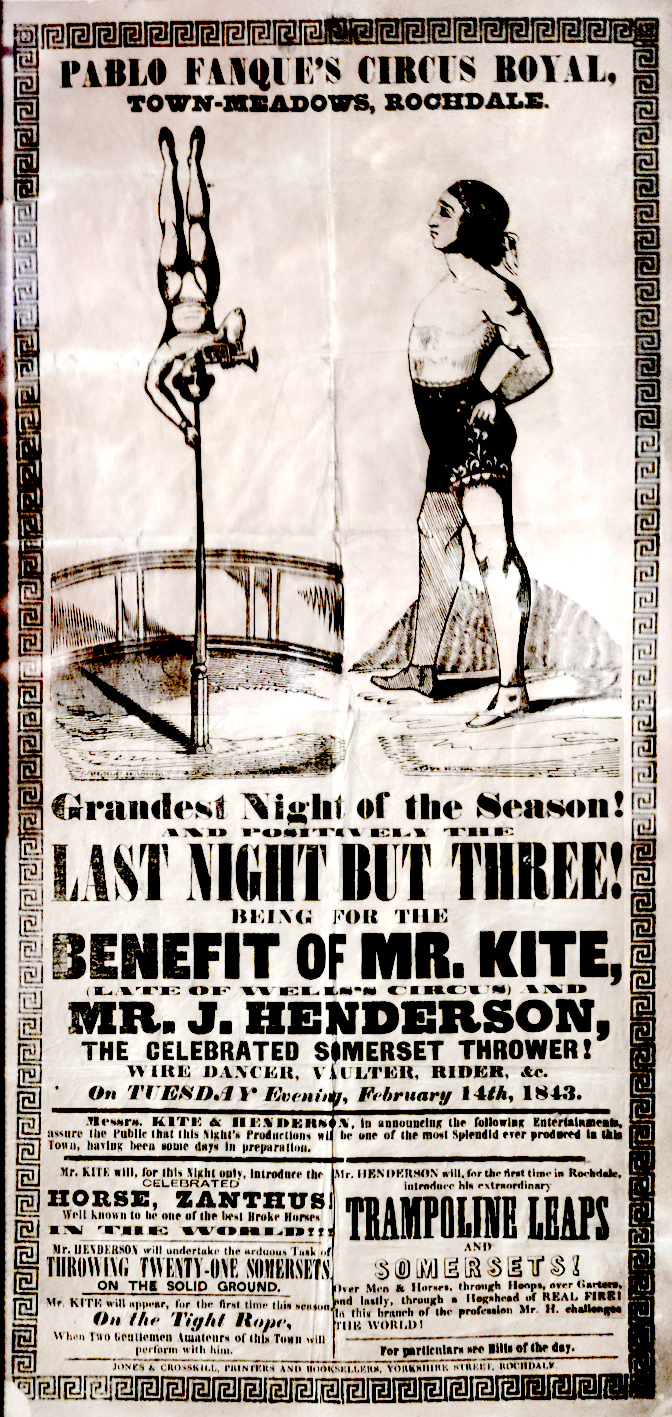
Un fac-similé de l'affiche qui inspira les paroles de Being for the Benefit of Mr Kite! fait partie de la réédition.

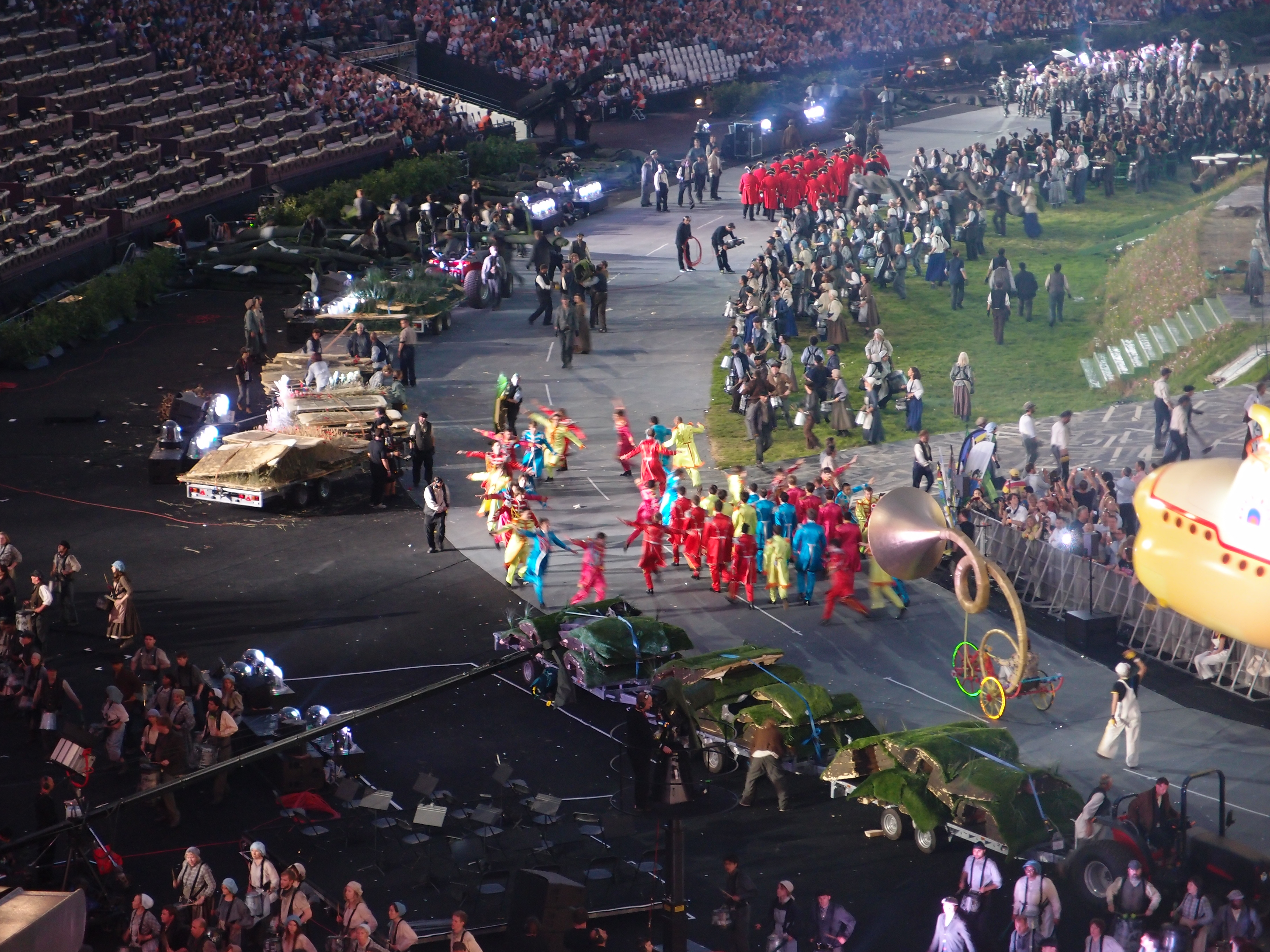
Cérémonie d'ouverture des Jeux olympiques d'été de 2012, où il est fait référence à cet album des Beatles.

Trois jours seulement après la sortie de l'album, Jimi Hendrix entame son concert londonien par une reprise de la chanson titre Sgt. Pepper's Lonely Hearts Club Band, en présence des Beatles venus assister au concert.
Dans sa chanson How Do You Sleep? (Imagine, 1971), dans laquelle John Lennon s'en prend à son ex-partenaire, un pastiche de l'orchestre en préparation est entendu en ouverture et le premier vers est « So Sgt. Pepper took you by surprise » (« Alors Sgt. Pepper t'a pris par surprise »).
En 1978, un film titré du même nom que l'album sort en salle. Réalisé par Michael Schultz, il s'agit d'une comédie musicale, emmenée par Peter Frampton et les Bee Gees qui reprend un univers psychédélique inspiré de la pochette, les chansons de Sgt. Pepper (ainsi que d'autres albums des Beatles) sont reprises, surtout de façon disco, en vogue à cette époque. Aucun des Beatles n'est lié au projet mais George Martin a un rôle de conseiller musical et Billy Preston reprend Get Back. Le film est un fiasco,,.
Cet album a souvent été imité, voire repris dans sa totalité. Dès 1967, l'album est entièrement adapté par l'arrangeur et compositeur anglais de musiques de films Peter Knight, pour être joué par son orchestre, Peter Knight and His Orchestra, en conservant exactement le même titre. Auparavant, il avait sorti un simple avec la chanson Within You Without You. En 1988, le journal New Musical Express édite un album intitulé Sgt. Pepper Knew My Father, où les chansons sont interprétées par différents artistes tels Sonic Youth, The Fall ou Wet Wet Wet. En 1992, c'est le groupe américain Big Daddy, spécialisé dans la parodie, qui reprend le disque dans son intégralité, sous le titre abrégé de Sgt. Pepper's, sur le label Rhino Records. En 2009, les Easy Star All-Stars reprennent la totalité du contenu de Sgt. Pepper, en reggae, sous le titre Easy Stars Lonely Hearts Dub Band.
À noter également, la chanson La Génération du sergent Poivre de Michel Berger, sortie en 1976 sur son album Mon piano danse. Dans la version enregistrée en 1980 en public (Michel Berger au Théâtre des Champs-Élysées), l'introduction et le final de la chanson reprennent brièvement (instrumentalement) des chansons des Beatles (Eleanor Rigby et Yesterday).
Il est également fait référence à cet album lors de la cérémonie d'ouverture des Jeux olympiques d'été de 2012 mise en scène par Danny Boyle.
En 2017, le duo Palette-Swap Ninja (Dan Amrich et Jude Kelley) enregistre une version combinant les mélodies du disque avec le scénario du film Star Wars.
L'album est intégralement joué note pour note, selon les arrangements originaux et sur des instruments d'époque, par le tribute band néerlandais The Analogues pendant sa tournée de 2017, avec un concert au Ziggo Dome d’Amsterdam d’une capacité de 17 000 spectateurs le 1er juin, jour du 50e anniversaire de la sortie de l'album.
À l'occasion de la Fête de la musique 2017 et du 50e anniversaire de la sortie de l'album, la radio FIP invite, lors d'un concert en direct, le groupe-tribute The Rabeats, accompagné d'un orchestre classique, afin de rendre un hommage à ce disque, ainsi qu'à Magical Mystery Tour sorti six mois plus tard pour les fêtes de fin d'année 1967.
Du 1er juin au 29 juillet 2017, pour les 50 ans de la sortie de l'album mythique des Beatles, Radio France présente une exposition-expérience à la Maison de la Radio à Paris.
Le dimanche 22 octobre 2017, l'album est joué en concert à la philharmonie de Paris par entre autres Ed Harcourt, Carl Barât & Pete Doherty (The Libertines), Danny Goffey & Gaz Coombes (Supergrass), Steve Mason et Barrie Cadogan (Primal Scream).
À Brest en France, un carrefour giratoire situé sur le port face à la salle de concert La Carène porte le nom de « Rond-point Sgt Pepper - Album des Beatles ».

### Pochette
En 1968, Frank Zappa parodie la pochette de Sgt. Pepper avec son album We're Only in It for the Money (« Nous ne faisons ça que pour l'argent. »), créé avec son groupe les Mothers of Invention.
Les Bidochons — rebaptisés Beadochons pour l'occasion — pastichent aussi la pochette pour leur album 4 Beadochons dans le vent, composé de parodies de chansons des Beatles issues de différents albums. Elle est également moquée pour l'album Tropical Tribute to the Beatles. Le dessinateur Pierre Ouin en fait un pastiche dans le numéro 21 du journal Les Allumés du Jazz, avec Carla Bruni, Nicolas Sarkozy et leurs amis autour de la grosse caisse. Bien que le titre de l'album musical des Simpsons soit un calque de l'album blanc, la pochette du disque The Yellow Album est un pastiche de Sgt. Pepper. Autre pastiche avec la première compilation Golden Throats qui contient des tubes interprétés (souvent de façon involontairement hilarante) par des acteurs (Mae West, Leonard Nimoy ou son compère William Shatner, qui chante justement Lucy in the Sky with Diamonds). Toutefois, ce n'est pas cette pochette qui sera la plus pastichée, mais celle d'Abbey Road (1969).